# Dacia
Pour les articles homonymes, voir Dacia (homonymie).
Dacia (prononcé en roumain : /ˈdatʃi.a/  et prononcé en français : /dasja/) est un constructeur automobile roumain créé en 1966, filiale du groupe français Renault depuis 1999. Dacia est positionné sur le marché automobile comme un constructeur proposant des modèles abordables financièrement. Le siège social de la marque est situé à Mioveni en Roumanie.
Les véhicules Dacia sont vendus dans 44 pays en Europe, au Maghreb, en Turquie, en Israël et au Liban. Ils sont rebadgés sous la marque Renault ailleurs dans le monde.
En avril 2022, Dacia annonce avoir atteint les dix millions de véhicules produits. 

## Histoire de la marque

### Origine
L'histoire de Dacia commence en 1943 dans le petit village de Colibasi, à une dizaine de kilomètres au nord de la ville industrielle de Pitesti, près de la capitale Bucarest où, en pleine campagne, les autorités gouvernementales ont décidé de construire une usine mécanique. Les premiers bâtiments sont destinés à la fabrication de moteurs et d'équipements pour avions. L'usine est baptisée Usinele "Vasile Tudose". Certaines de ces constructions en briques rouges sont encore visibles soixante dix ans plus tard. À la fin de la guerre, ces bâtiments vont servir de dépôts de munitions avant qu'ils ne soient transformés, en 1949, en ateliers pour réparer des locomotives puis, en 1952, fabriquer des pièces mécaniques pour des camions soviétiques et tracteurs agricoles. En 1963, l'usine est renommée UPAC (Usine de Production de Pièces Automobiles Colibasi). En 1965, elle comptait environ 4 300 salariés.
Dans les années 1960, les pays d’Europe de l’Est commencent à vouloir développer leur industrie automobile. Pour cela, ils doivent faire appel aux grands groupes de l’Ouest, beaucoup plus avancés technologiquement. La Pologne avait été le premier pays à retenir cette option avec la création de la société FIAT-Polski en 1931, l'Espagne avec FIAT-SEAT en 1950 puis, l'ex URSS avec, en 1966, AvtoVAZ - Lada, avec l'aide de FIAT.  
En 1965, les autorités roumaines prennent la décision de développer une industrie automobile nationale. L'hypothèse de fonder une entreprise "ex nihilo" ayant été jugée irréaliste, le gouvernement roumain retient la solution d'une production sous licence étrangère. Un appel d'offres international est lancé et la Régie Nationale des Usines Renault l'emporte avec le projet d'assembler localement, dans une usine à construire près de Bucarest, la future berline au losange : la Renault 12. Après la signature du contrat, les travaux de construction de l'usine UAP « Uzina de Autoturisme Pitești » débutent dans la ville de Pitești, située à une centaine de kilomètres de la capitale Bucarest. Les véhicules porteront le nom de « Dacia », en référence au nom antique de la Roumanie : la Dacie.
Le contrat de fourniture des équipements nécessaires à l'assemblage des véhicules est signé le 1er juin 1967 en compensation de la livraison de boîtes de vitesses et de trains avant et arrière pour la Renault Estafette en première monte et pièces détachées. Renault a acheté de quoi équiper 23 000 Estafettes fabriquées en France. Dacia va également en assembler 642 exemplaires entre 1975 et 1978. En attendant la sortie de la R12 prévue au contrat, Dacia accepte d'assembler en SKD de la Dacia 1100, la Renault 8 Major, à partir du le 3 août 1968. 37 646 exemplaires seront assemblés jusqu'en 1972.

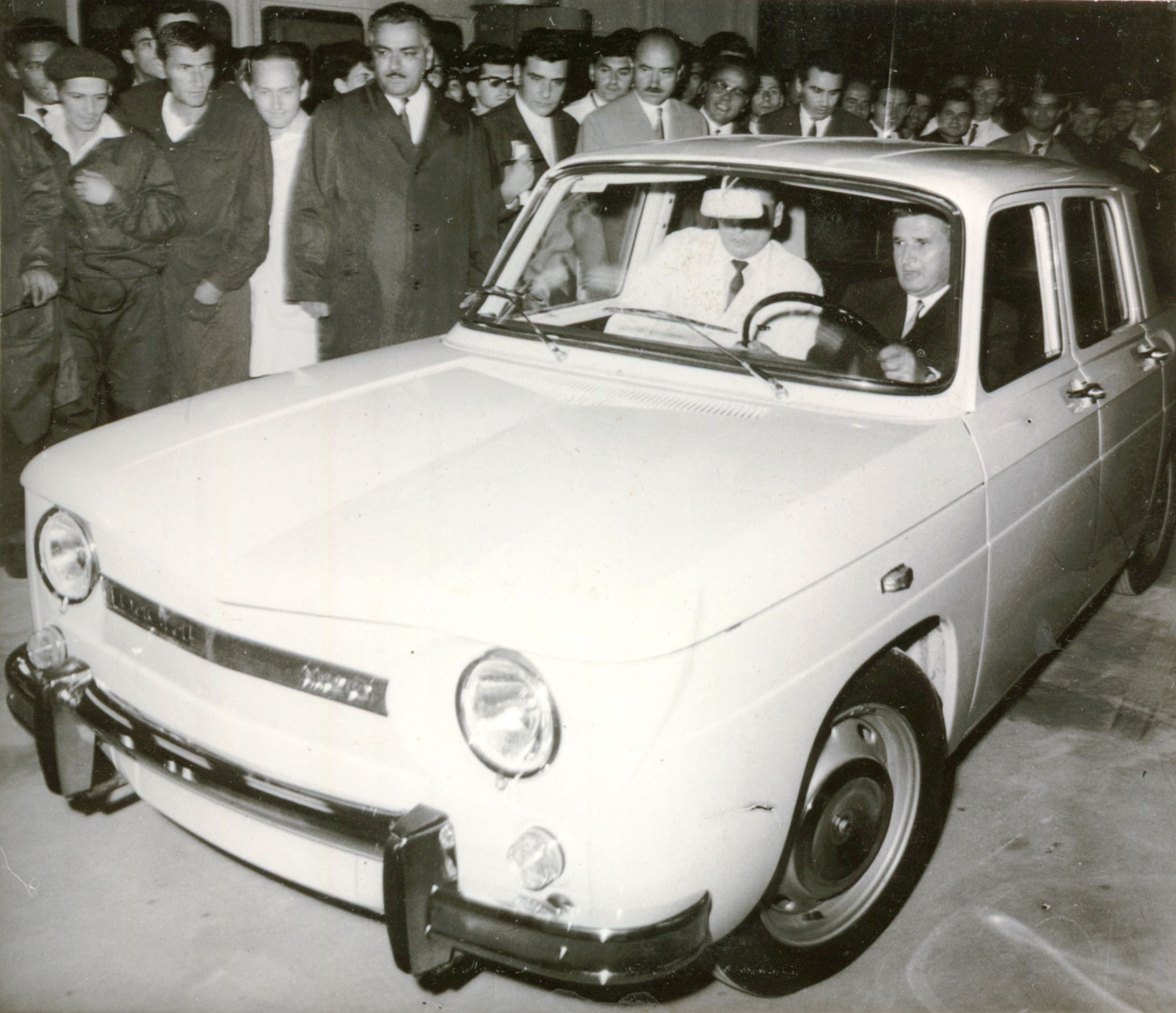
Nicolae Ceaușescu, président du Conseil d'État de la RSR, au volant d'une Dacia 1100, lors de l’inauguration de l’usine de Piteşti, le 20 août 1968

En 1969, alors que Renault présente, avec un certain retard, sa nouvelle R12 au Salon de Paris, la Dacia 1300 est dévoilée à la Foire de Bucarest, un modèle identique à la berline française, aux logos et enjoliveurs près. Les 2 usines UPAC et UAP fusionnent en 1969 pour former "Automobile Dacia Pitesti". L'assemblage de la Dacia 1300 débute le 20 août 1969, plusieurs mois avant celui de la R12 à Flins. En 1972, Dacia qui pouvait exporter librement ses productions, livre ses premiers véhicules à l'étranger, d'abord en Algérie, 2 000 exemplaires, en Turquie et en Yougoslavie 12 000 exemplaires. C’est à partir de ce moment là que les premières dissensions naissent entre les deux sociétés. Pour Renault, le nombre d’exemplaires exportés est imprécis, ce qui amène la Régie à douter que l’intégralité des commissions lui soient reversées.
Malgré tout, en 1976, la Régie Renault relance son partenaire et lui propose la fabrication partielle de la nouvelle R5. Mais les roumains sont plus intéressés par la R18 ou la R20 que par la R5 car Citroën a signé un accord de transfert de technologie avec Oltcit, pour un modèle populaire construit sur la plateforme de la FIAT 128,.
Le contrat décennal initial signé avec Renault prend fin, comme prévu, en fin d'année 1977. Le montant total, pour l'ensemble des contrats signés par Renault en Roumanie, s'élève à 160 millions de francs (valeur 1977) et environ 1 milliard en exportation de composants (dont 40% pour Renault). Dès le 23 octobre 1975, les autorités roumaines engagent une négociation pour le renouvellement des accords et leur éventuelle extension en demandant à Renault d'étudier un véhicule populaire à commercialiser en 1980. Le projet n'aboutit pas. 
Les négociations reprennent avec Renault en décembre 1977, quelques jours avant l'expiration du premier contrat, et débouchent sur un accord, signé le 12 juin 1978, pour l'assemblage en CKD de 90 000 R18 par an. Le contrat va faire l'objet de plusieurs protocoles retardant sa mise en œuvre effective. Après un premier report de la date au 31 janvier 1979, un deuxième protocole repousse à nouveau cette date. Le contrat pour l'assemblage de la R18 ne deviendra jamais effectif. Le 23 février 1980, le gouvernement roumain achète 1 500 R20, destinées à la "nomenklatura roumaine", à assembler chez Dacia en SKD. Seuls 256 exemplaires seront effectivement assemblés. Ce sera le dernier contrat signé par Renault avec Dacia avant longtemps, la partie roumaine ayant remis en cause les conditions du contrat signé pour la R18 à cause d'un revirement dans la répartition des fabrications au sein du Comecon, (les pays du marché commun des pays de l'Est).
Dacia devient alors un constructeur entièrement libre et indépendant. Il va poursuivre la fabrication des anciens modèles actualisés sans devoir reverser la moindre royaltie à la Régie Renault. En février 1982, l'usine est renommée I.A.P. - Intreprinda Autoturism Pitesti et ses 20 000 salariés produisent 300 véhicules par jour. Tous les rapports de collaboration entre Dacia et Renault sont rompus avec effet au 1er janvier 1982. Le constructeur français doit même se tourner vers la société roumaine "Terra" pour assurer son service après vente. 
En 1990, la Régie Renault change de statut et devient une société anonyme à capitaux d'État par l'adoption de la loi du 4 juillet 1990. Volvo acquiert une participation de 20 % après de tumultueux échanges avec le gouvernement français. Le 17 novembre 1994, Renault est coté en bourse. Volvo cède alors 12 % du capital et l'État français diminue sa participation de 80 % à 53 %. Il faut attendre juillet 1996 pour voir Renault effectivement passer dans le secteur privé après la cession, par le gouvernement français, de 6 % supplémentaires du capital au noyau dur d'actionnaires, des banques et des groupes d'assurance français, par une vente de gré à gré. Les années suivantes sont difficiles et la situation économique dépressive. En 1995, Renault adopte un plan drastique d'économies de 3,5 milliards de francs pour réduire les coût de production de chaque véhicule de 3 000 francs en 2 ans afin de rester compétitif.

## Le rachat de Dacia
Interrompues en 1980, les relations entre Dacia et Renault reprennent en mars 1990 avec une lettre du directeur général de Dacia S.A., Constantin Stroé qui souhaite pérenniser son entreprise en l'adossant à un constructeur d'envergure. Après la chute du dictateur Nicolae Ceaușescu, la Roumanie fait ses premiers pas vers la démocratie ce qui va entrainer une baisse dramatique de sa production jusqu'en 1992. À cette époque, Renault s'intéresse plutôt à Skoda mais c'est Volkswagen qui rachète le constructeur tchèque. Après une étude de faisabilité, la Régie Renault ne donne pas suite à la proposition de Dacia car le constructeur français s'intéresse aussi à son concurrent Olcit qui avait Citroën comme partenaire. Les négociations échouent en octobre 1993. La Régie poursuit, seule, un difficile développement commercial en Roumanie avec les sociétés Mach 1 et Intermecanor, importateur de certains modèles du constructeur français mais, le 30 juin 1996, Renault signe un contrat exclusif avec la société Bergerat-Monnoyeur International pour la commercialisation des ses voitures et camions en Roumanie. 300 véhicules sont importés en 1997, presque 1 000 l'année suivante dont 500 Kangoo Express pour Rom Telecom. La direction de Dacia engage de nombreuses discussions avec les groupes : Audi AG, Chrysler, Daewoo, Daihatsu, Dana Corporation, FIAT S.p.A., Krupp, Pelzer Gruppe et PSA mais aucun ne fera d'offre concrète. FIAT est implanté en Pologne depuis plusieurs année et Audi/VW vient de racheter Skoda en République tchèque. Dacia envisage alors une coopération avec Peugeot pour assembler la 306 mais le projet est vite abandonné, PSA restant échaudé après l'échec de son aventure avec Olcit. C'est finalement le coréen Daewoo qui signe un contrat pour l'assemblage de la Cielo et pour importer des modèles complets fabriqués en Corée.
Après la signature d'un accord entre la France et la Roumanie pour développer la promotion et la protection réciproque des investissements, Dacia s'apprête à engager une nouvelle et dernière tentative de rapprochement avec Renault car Dacia recherche un partenaire pour fabriquer une nouvelle génération de moteurs. Renault n'y est pas favorable car son implantation au Brésil absorbe toutes ses ressources financières disponibles et préfère investir en Turquie.
À son arrivée, en mars 1997, au poste de directeur général adjoint, Carlos Ghosn amplifie ces objectifs d'économies en exigeant 20 milliards supplémentaires pour les années 1998-2000 qui s'est traduit notamment, par la fermeture de l'usine de Vilvoorde en Belgique en juillet 1997. Dans ce contexte, aucun projet d'investissement dans un pays de l'Est n'était envisageable.
Mais, le 27 mars 1997, le Directeur général de Dacia, Constantin Stroé, relance une 3e fois, par lettre, le Président de Renault, Louis Schweitzer qui décide d'approfondir la possibilité d'implantation en Roumanie avec Dacia ou avec l'ex usine Oltcit-Citroën. Après la chute du dictateur Nicolae Ceaușescu, la Roumanie s'est engagée sur la voie des privatisations des entreprise étatiques mais l'échec de la vente de la société Semanatoarea à FIAT a modifié l'attitude des dirigeants roumains. Plusieurs audits sont organisés et il est constaté que Dacia perd régulièrement des parts de marché depuis l'ouverture des frontières, que sont personnel est pléthorique par rapport au volume de production et que la qualité des véhicules est nettement sous le niveau de Renault. Il est alors proposé à Dacia une simple assistance technique. Renault s'était fixé comme objectif de produire 4 millions de véhicules en 2010 mais n'en avait fabriqué que 1,9 millions en 1997. Il fallait donc urgemment procéder à un développement externe accéléré, donc racheter des constructeurs existants.
Sentant que le projet de rapprochement allait encore s'évanouir avec le temps, Constantin Stroé décide de "dynamiser" les choses et signe, le 30 octobre 1997, 2 contrats avec le coréen Hyundai, l'un pour la licence de fabrication du modèle Accent et l'autre pour la fourniture de 50 000 kits de l'Accent et 100 000 moteurs Alpha par an. Les moteurs devant aussi équiper les modèles de la gamme en production. Hyundai dépose le 7 décembre 1997 sa candidature à la privatisation de Dacia. PSA en fait de même le 9 décembre 1997. Le 23 janvier 1998, le gouvernement roumain lance le processus de privatisation de Dacia, avis publié au journal officiel roumain le 26 janvier. Suite aux accords signés avec Hyundai et aux candidatures à la privatisation déposées par Hyundai et PSA, Renault interrompt brutalement les négociations au début février 1998. 
Le 25 février 1998, le président de ARO France (ARO était un petit constructeur de véhicules 4x4 tout terrain fondé en 1957 et vendu en 2003) prend contact avec le directeur des opérations internationales de Renault pour envisager une association entre Renault, Dacia et ARO. Une rencontre avec le président du fonds de Propriété de l'Etat roumain se tient le 26 mars 1998. L'idée de la réhabilitation de l'industrie automobile roumaine autour de Dacia s'impose sachant que, selon toute probabilité, Dacia, en difficultés, ne tiendrait pas 2 ans en l'état. Dacia a fabriqué 100 355 véhicules en 1997 mais ils nécessitent tous 8 heures de travail pour les retouches et réglages. Le chiffre d'affaires est de 2,073 milliards de francs mais avec une perte de 129 millions de francs et un montant de dettes équivalent à 25% du C.A. 
Une 1er étape dans le rapprochement entre Dacia et Renault est franchie avec la signature d'un accord de confidentialité suivie, le 20 juillet 1998, par une lettre d'intention qui précise les objectifs et engagements de Renault. Tout s'accélère, le 28 septembre 1998, le président de Renault Louis Schweitzer annonce (enfin) le lancement du véhicule à 30 000 francs, projet W75 annoncé en 1992 ! car ce véhicule va pouvoir être produit en Roumanie chez Dacia si le projet va à son terme. Le projet consiste à acheter une participation majoritaire dans l'usine Dacia valorisée 67 millions US$ et la piste d'essais 1,7 millions.
Un appel d'offres international est lancé. Il porte sur la cession de 51,005 % du capital de la société Dacia Automobiles S.A. valorisée 116 millions US$ et l'engagement d'un programme d'investissements sur 5 ans de 71,8 millions US$ minimum. Lors d'une visite d'Etat, à l'invitation de Lionel Jospin, le nouveau premier ministre roumain Radu Vasile rencontre Louis Schweitzer le 3 novembre 1998 qui lui présente le plan stratégique de Renault pour Dacia en soulignant sa volonté de conclure très vite un accord. Renault répond à l'appel d'offres pour 75 millions US$, offre qui sera la seule à être analysée et prise en compte par le Fonds de Propriété de l'Etat roumain qui accepte toutes les demandes de Renault. Le mémorandum est signé le 17 décembre 1998 mais la discussion sur le nombre de personnes à licencier par Dacia avant le rachat (11 770 personnes) pose problème car s'ajoutent les exigences de Renault d'avantages fiscaux et douaniers. Le contrat définitif par lequel Renault acquiert les 8 sociétés du groupe Dacia est enfin signé le 2 juillet 1999. Le montant payé s'élève à 50 millions US$ (46 millions €) avec l'engagement d'investir 219,7 millions US$ (211 millions €) sur 5 ans et de conserver 16 000 salariéssur les 28 800 que compte le groupe.

## Les modèles Dacia
La société Dacia a été fondée en 1968. Le modèles portant la marque Dacia ont connu 3 périodes distinctes :
- 1968-1978 : R8 et R12 assemblées sous licence,
- 1978-1999 : Dacia est libre de toute licence t adapte les anciens modèles à sa guise. De plus, après des accords de coopération signés avec plusieurs constructeurs étrangers, produit et assemble plusieurs modèles de toute taille,
- 1999- en cours : Dacai est associée à Renault qui en détient 55 % et fabrique les Logan Sandero et Duster qui sont également commercialisés sous la marque Renault dans plusieurs pays.

### Dacia 1100(1968-1972)

Dacia 1100

Première Dacia de l'histoire de la marque à peine fondée après l'accord signé avec la Régie Renault. La Dacia 1100 voit le jour le 3 août 1968. En fait, ce n'est pas vraiment une Dacia car rien n'est produit localement, si ce n'est le logo. La voiture est lancée dans l'urgence afin de proposer un premier modèle sur le marché roumain, une copie parfaite de la R8. Toutes les pièces sont produites en France et envoyées en Roumanie pour y être assemblées dans l'usine Dacia de Pitesti venant tout juste d'être construite.

### Dacia 1300et dérivés(1969-2006)

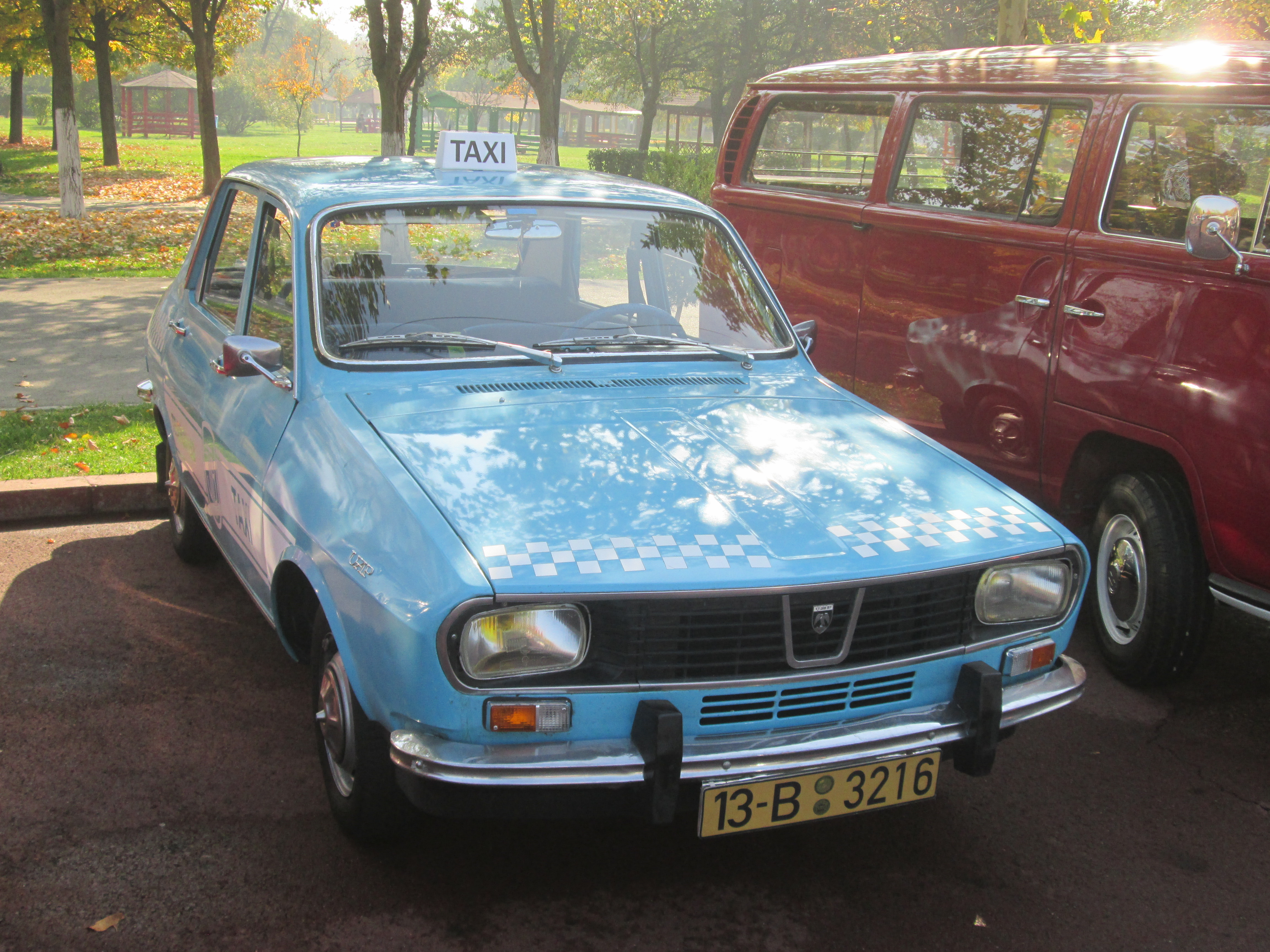
Dacia 1300

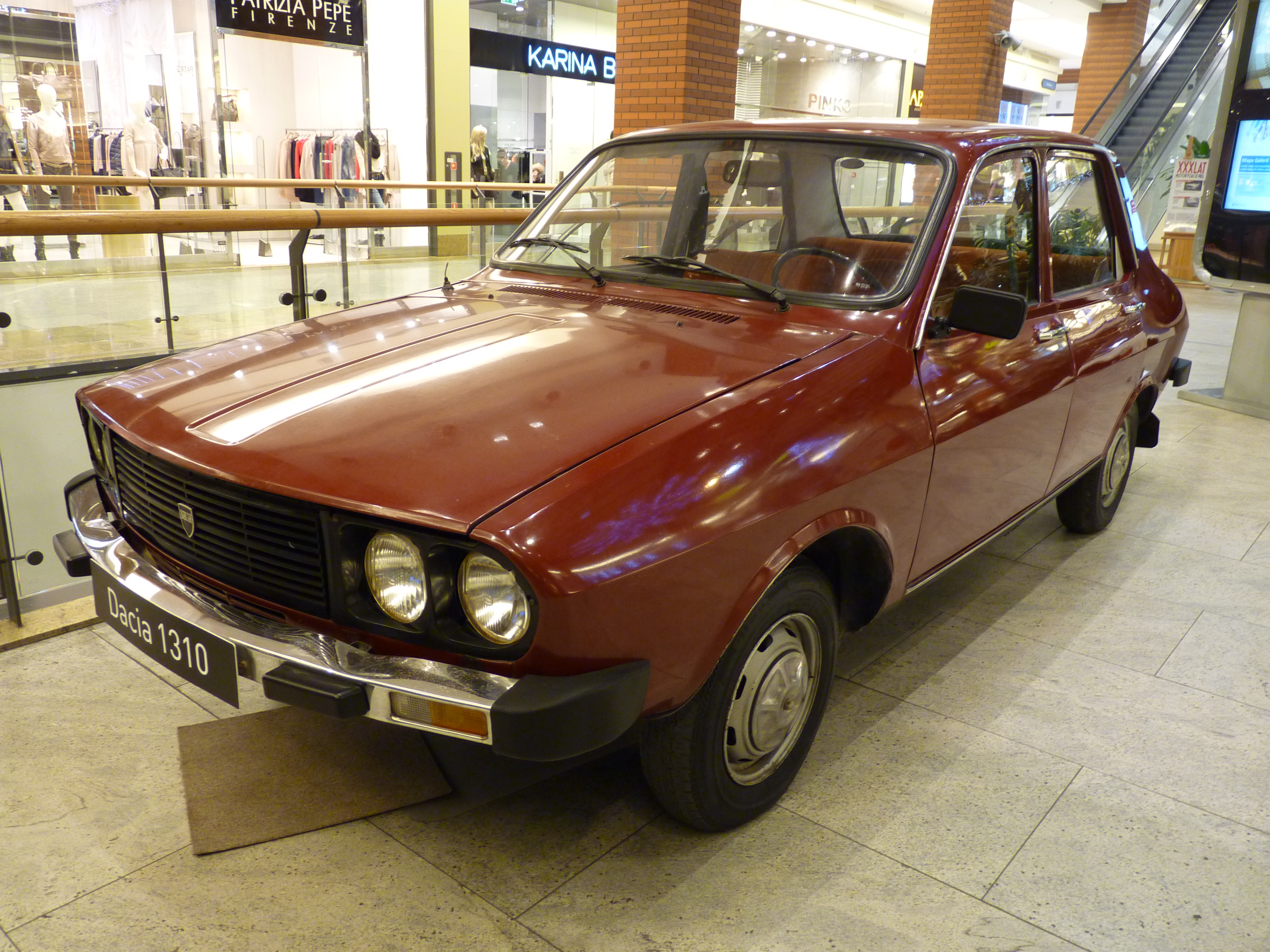
Dacia 1310

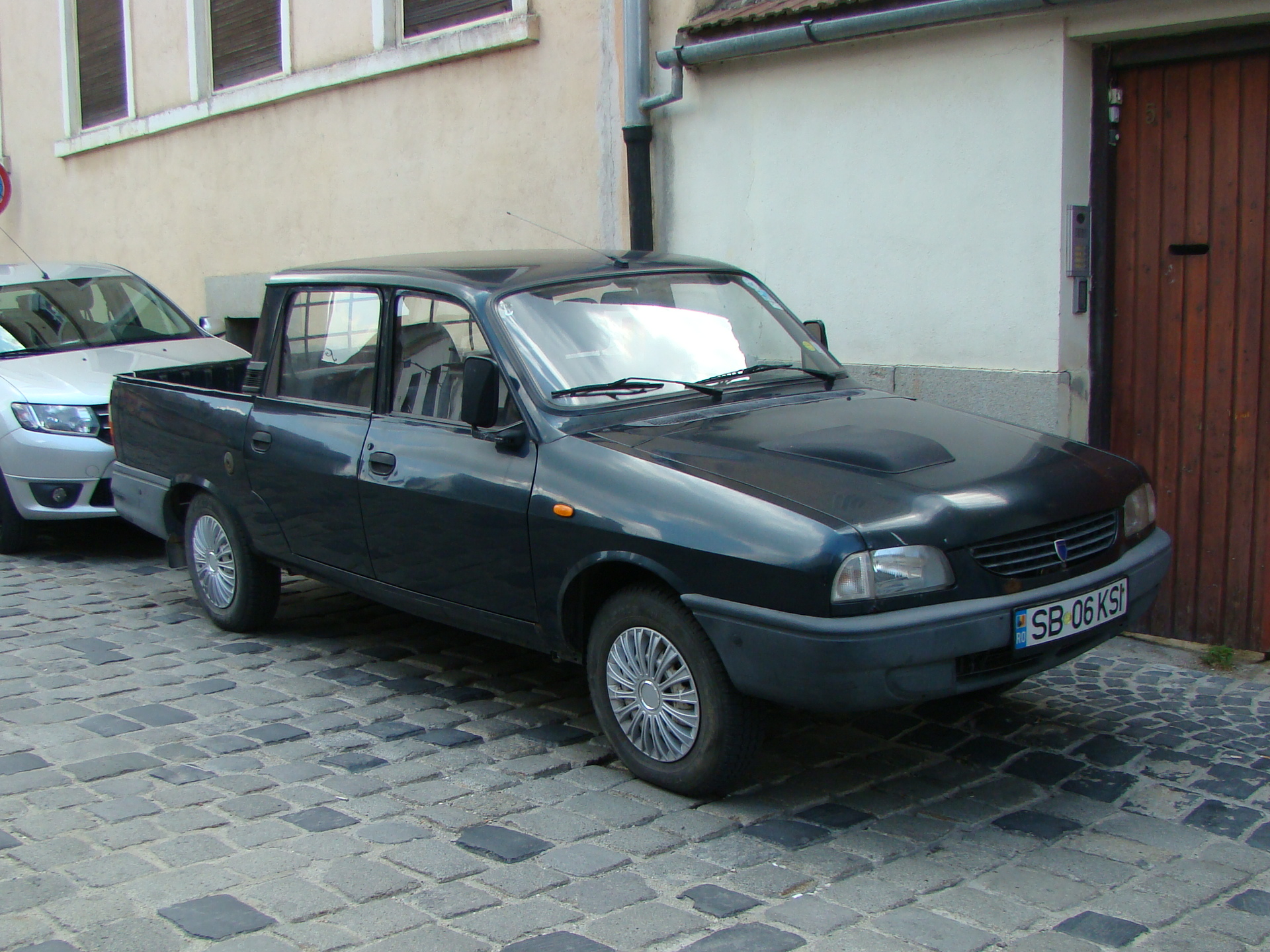
Dacia 1307/9

Entre 1969 et 2006, 2 278 691 Dacia 1300 et dérivés ont été produites, dont 1 716 660 berlines 4 portes, 203 107 breaks, 318 969 pick-up, 7 822 berlines 5 portes, et 5 141 coupés 1410. Entre-temps, la 1300 et ses dérivés (1300 Standard, 1300 Super, 1301, 1310, break, pick-up, sont progressivement modernisés, tandis que d'autres modèles sur la même base sont lancés. La 1300 représente plus de 90 % des Dacia produites avant la Logan.
La Dacia 1300 a donné naissance à une multitude de modèles dérivés :
- Dacia 1300 Break (1973-1982),
- Dacia 1301 Berline réservée aux membres du parti communiste roumain,
- Dacia 1302 Break commerciale 3 portes (1975-1982),
- Dacia 1304 Pick-up propulsion et 4x4 (1981-2006),
- Dacia 1305 Pick-up traction avant (1981-2006),
- Dacia 1307 Pick-up double cabine (1992-2006),
- Dacia 1309 Pick-up 4 portes (1992-1998),
- Dacia 1310 Berline (1979-2004),
- Dacia 1320 Berline 1310 avec hayon 2 675 ex. (1987-1991),
- Dacia 1325 Liberta Berline 7 822 ex.[9] (1990-1996),
- Dacia 1410 Sport[10] Coupé 5 141 ex. (1981-1991).

### Dacia D6"Estafette"(1975-1977)
Véhicule utilitaire, en tout point identique à la Renault Estafette, a été assemblée en CKD par Dacia, de façon plus ou moins officielle. Il faut rappeler que le contrat de fourniture des équipements nécessaires à l'assemblage de la R12 est signé le 1er juin 1967 et que Dacia, en compensation, devait livrer des boîtes de vitesses et des trains avant et arrière pour la Renault Estafette, en première monte et pièces détachées. Renault a acheté de quoi équiper 23 000 Estafettes fabriquées en France. Dacia va assembler 642 exemplaires entre 1975 et 1978.

### Dacia 2000(1981)

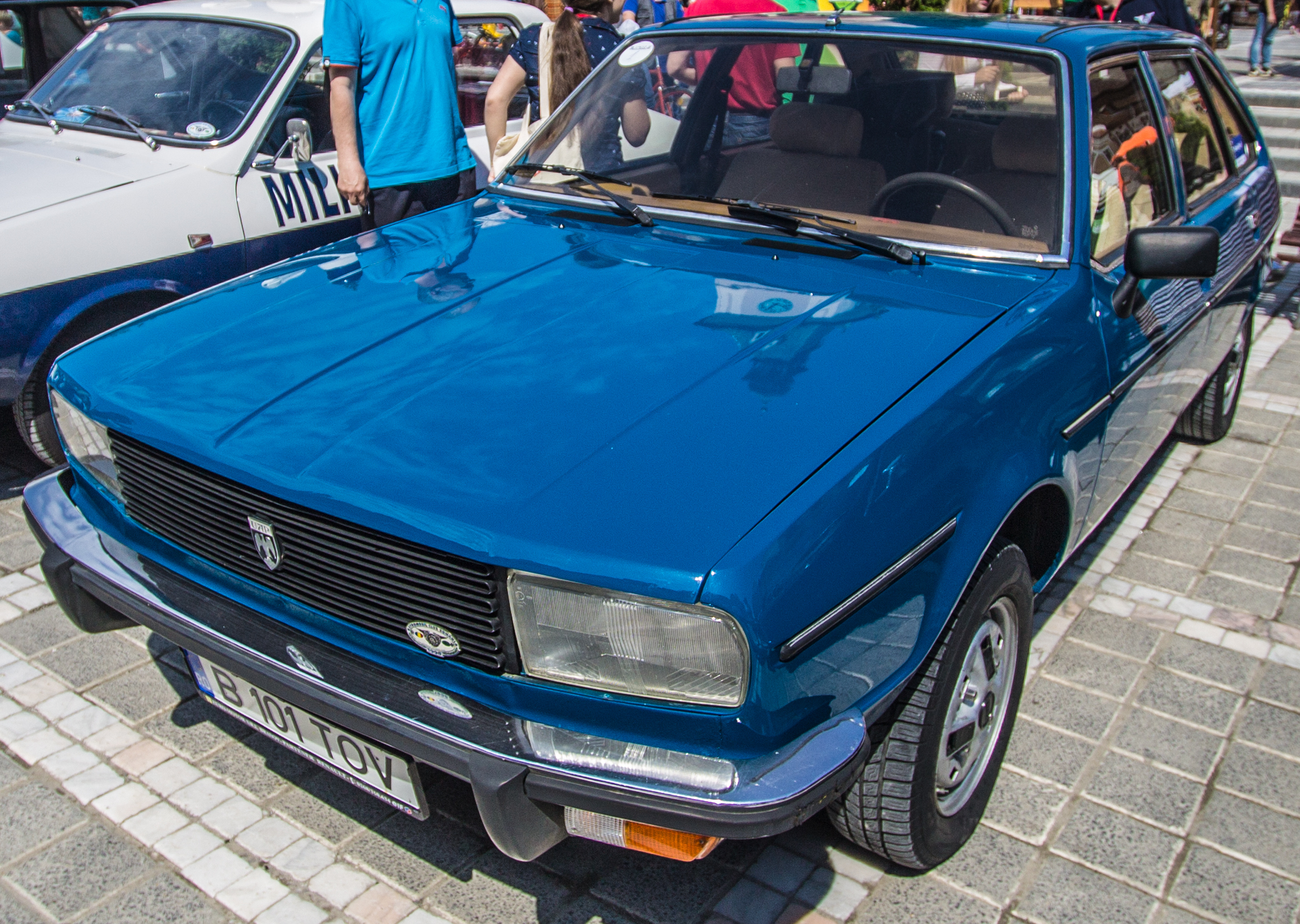
Dacia 2000

Voiture assemblée en CKD/SKD en 1981 avec des composants Renault importés, elle est strictement identique à la Renault 20. Destinée à la "nomenklatura roumaine", uniquement 256 exemplaires ont été produits.

### Dacia 500 Lăstun(1988-1991)

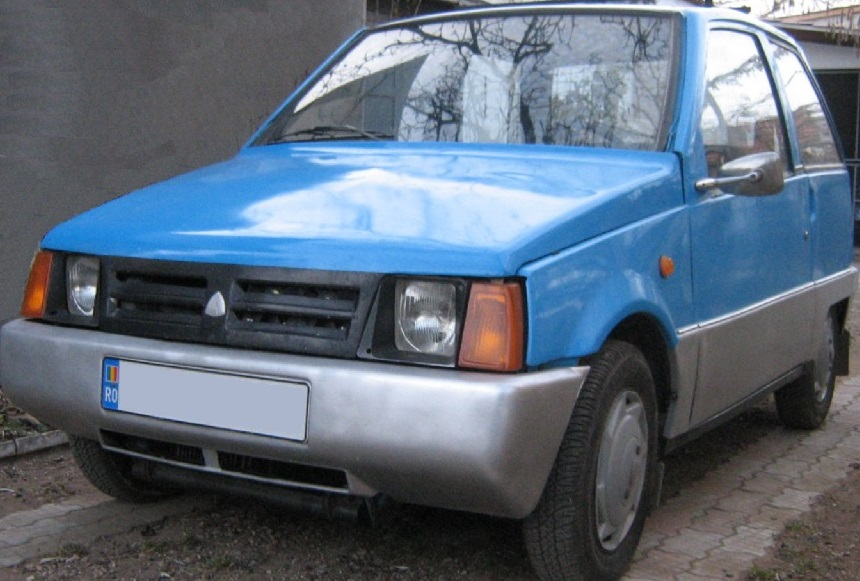
Dacia 500 Lăstun

Après le premier choc pétrolier de 1973, le Ministère de l'Industrie et des Constructions de Voitures roumain reçoit l'ordre du président Ceausescu de proposer une petite automobile économique ayant les caractéristiques suivantes : capacité 2+2 personnes (pour des familles de 2 adultes et 2 enfants), vitesse maximum de 70 Km/h, consommation de 3 l / 100 km, à un prix inférieur de 30% à la moins chère des Dacia. Les 6 532 exemplaires de la Dacia 500 Lăstun (hirondelle), avec sa carrosserie en fibre de verre, ont été fabriqués dans l’usine de Timişoara à partir de 1988 et fermée en 1991.

### Dacia Loganet dérivés(2004-2008)

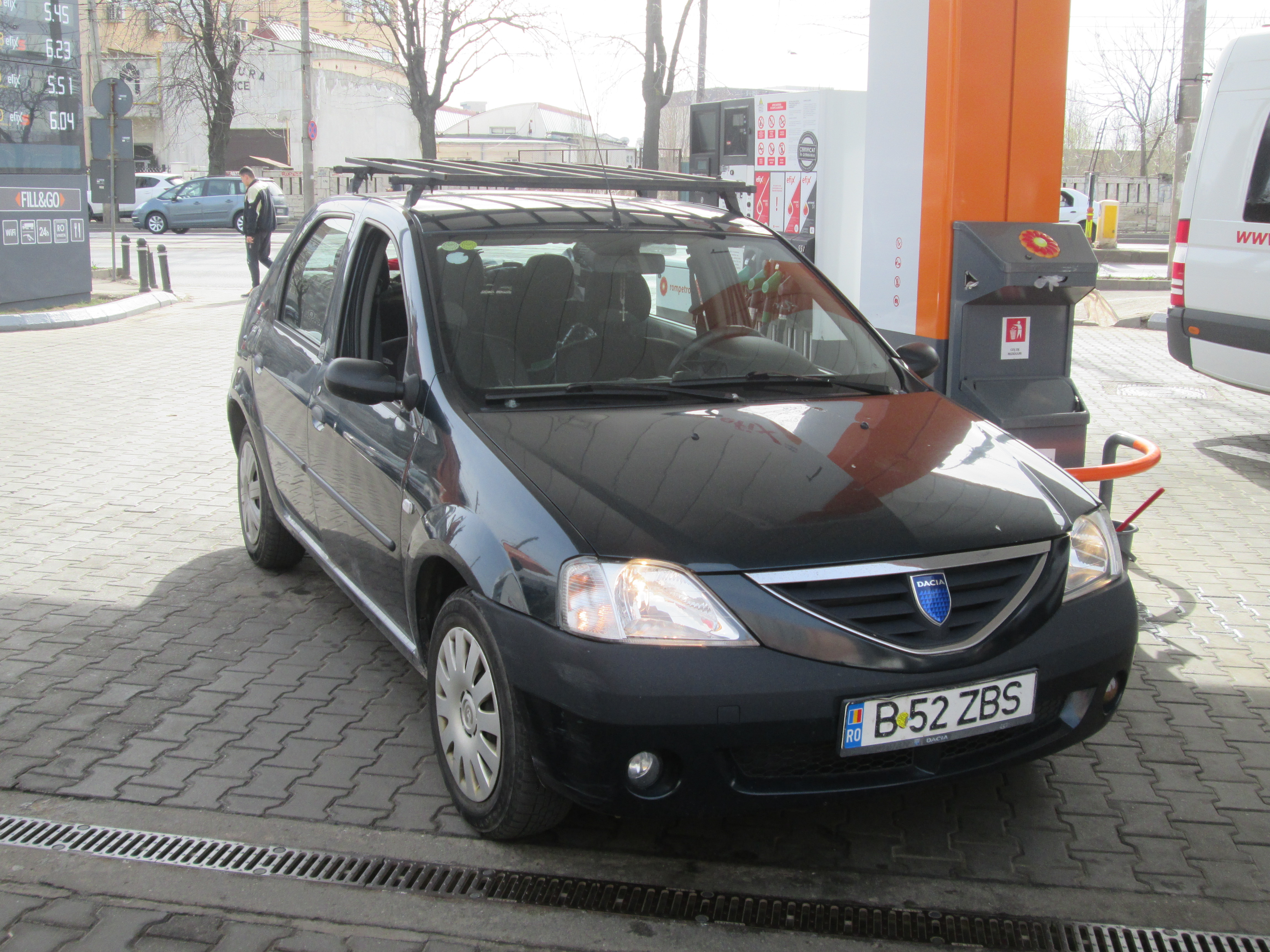
Dacia Logan

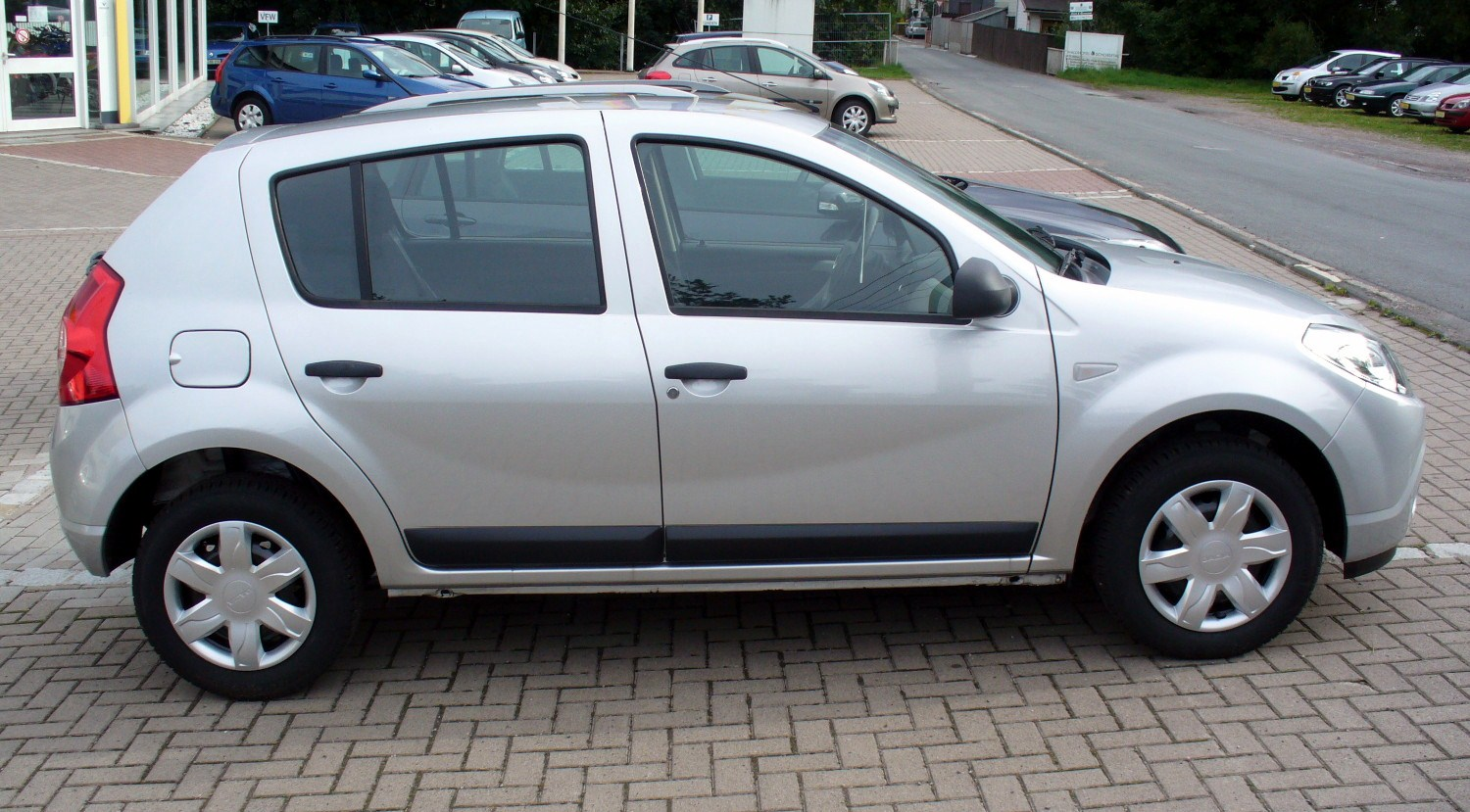
Dacia Sandero

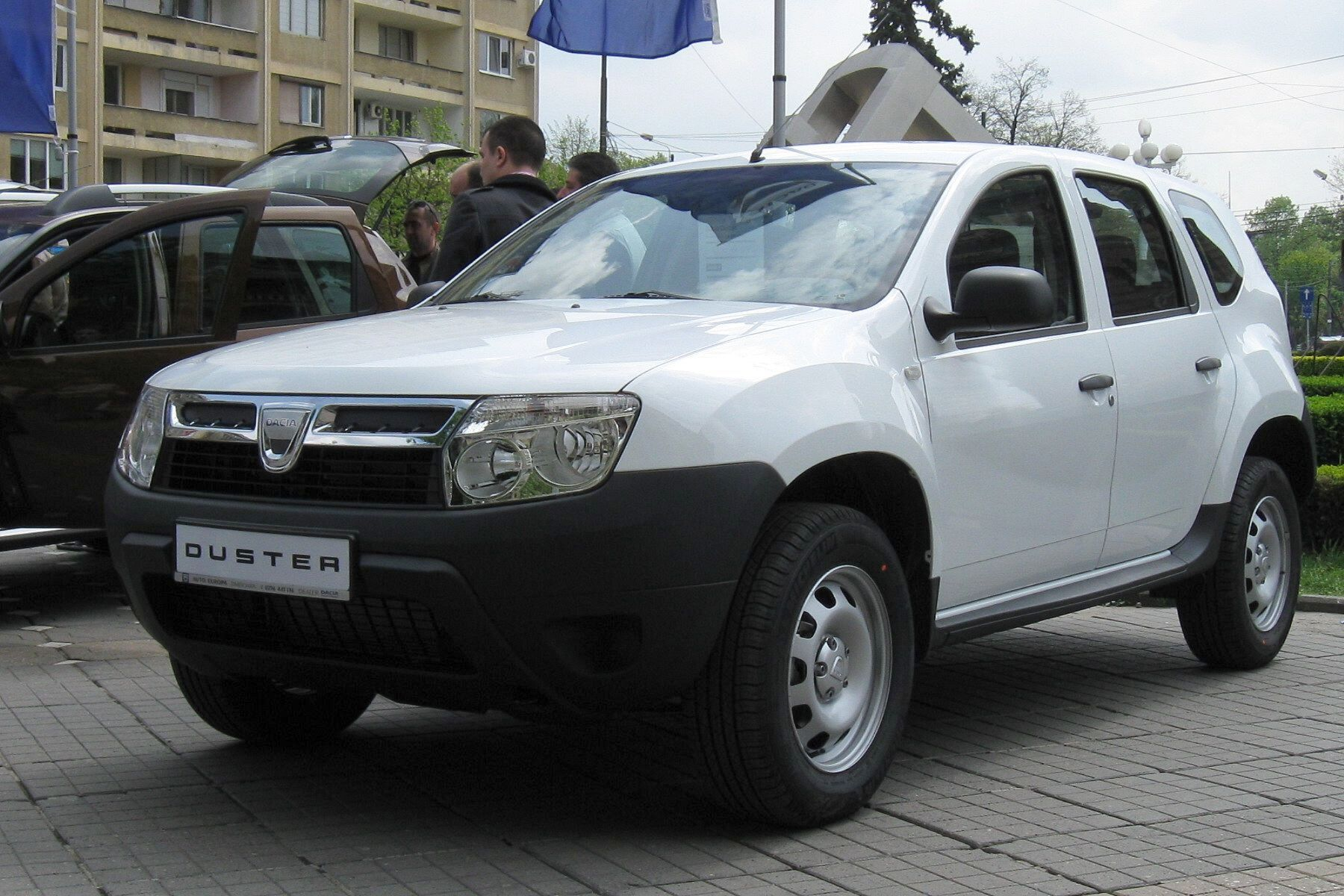
Dacia Duster

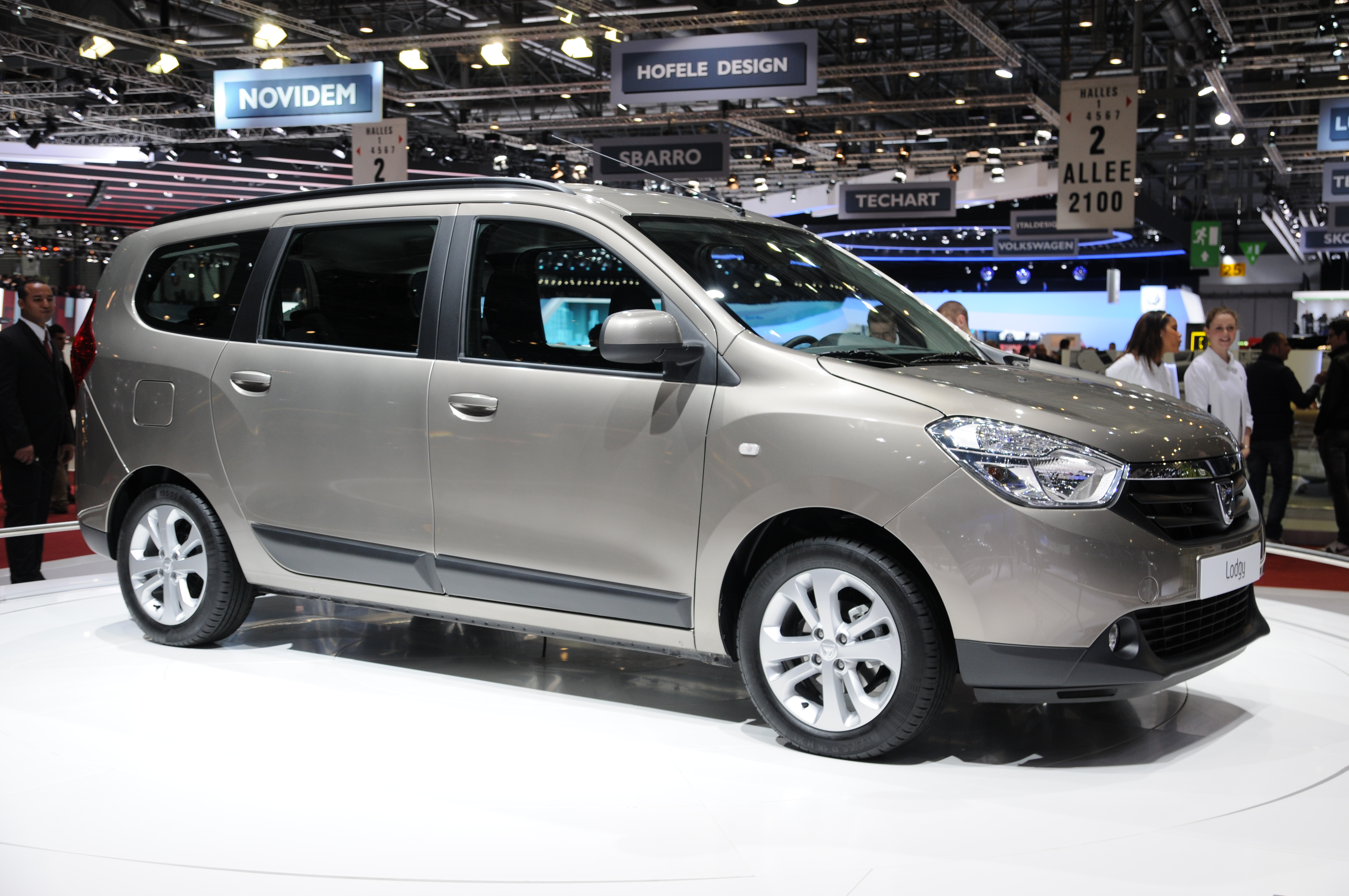
Dacia Lodgy

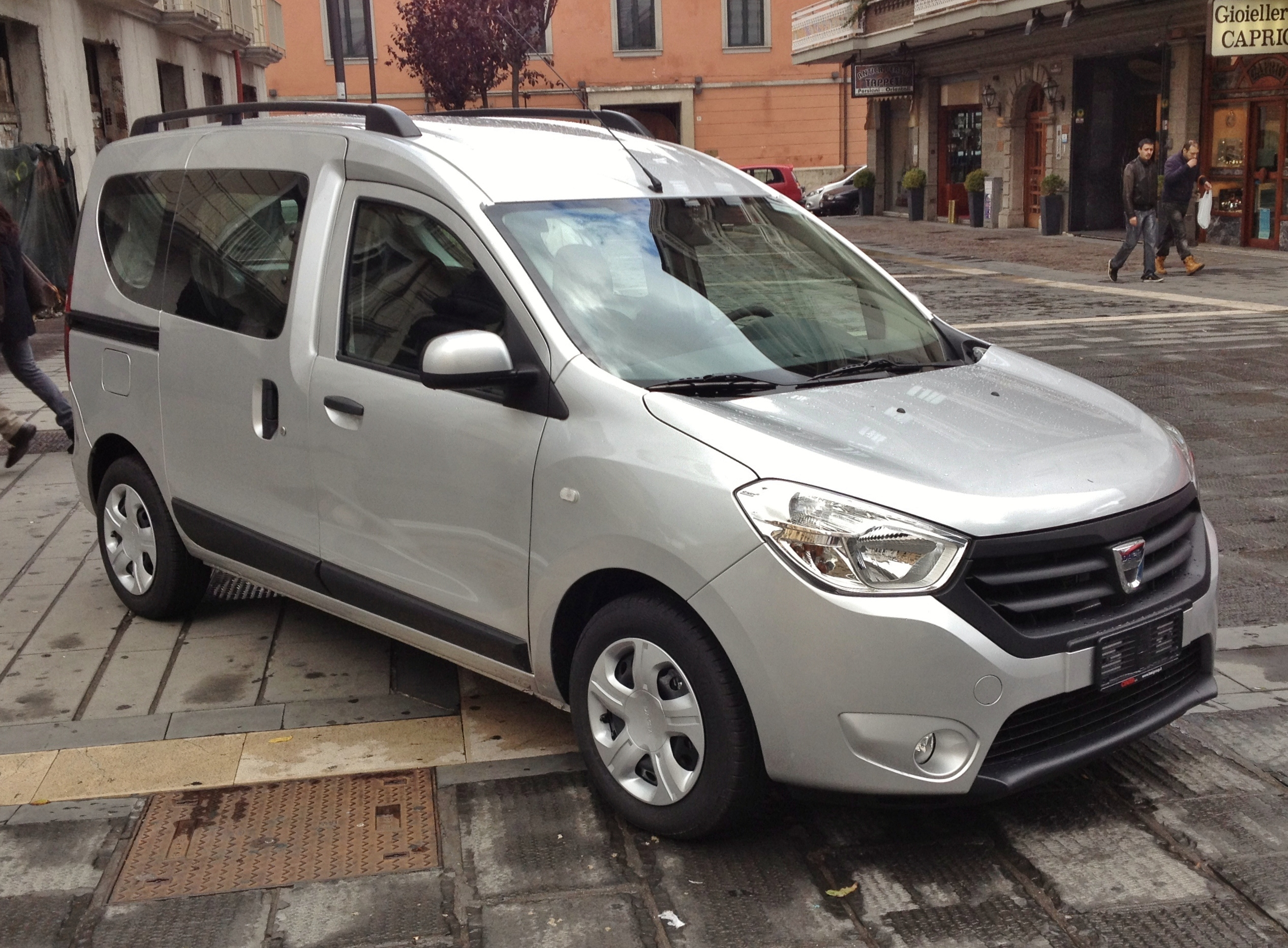
Dacia Dokker

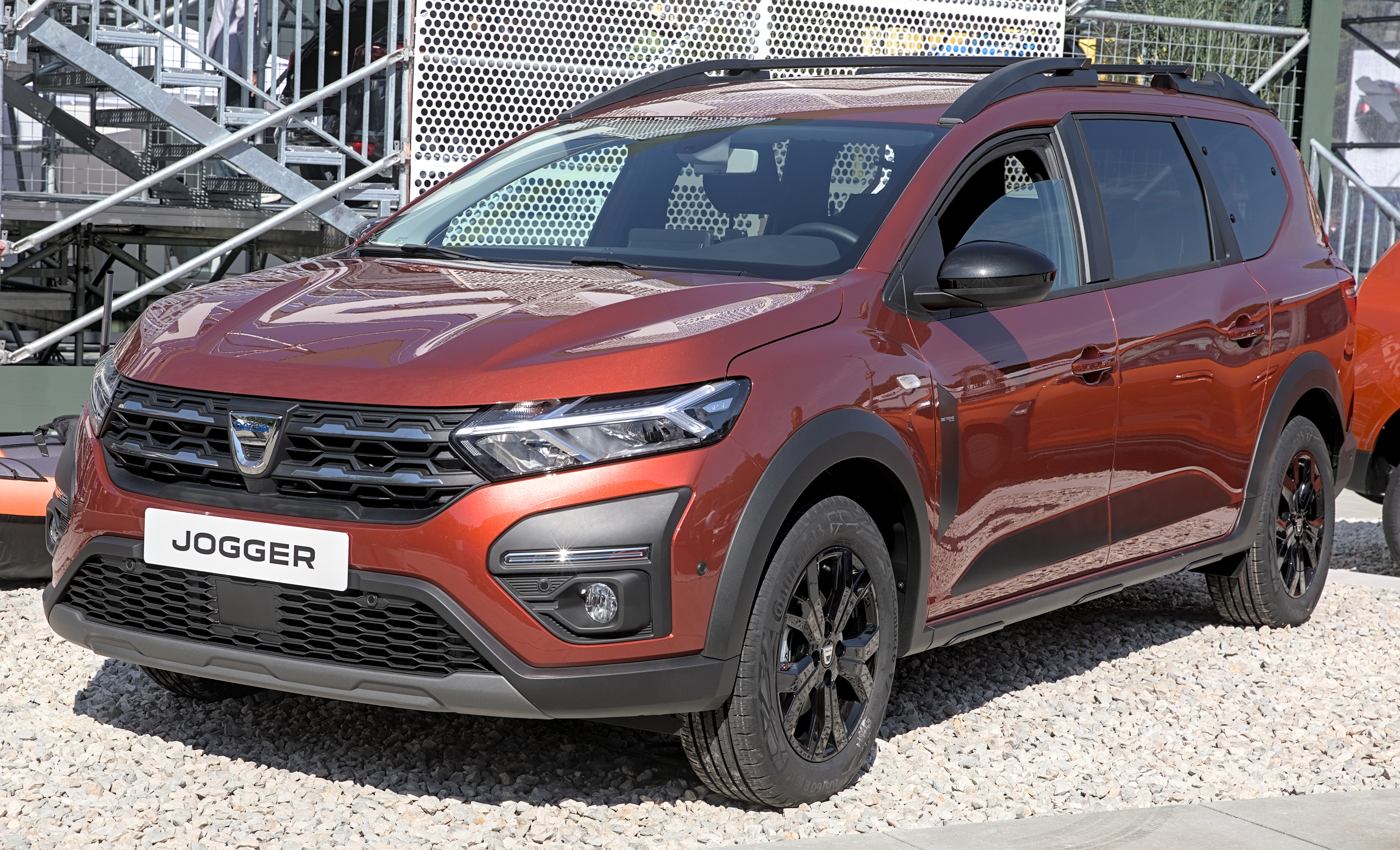
Dacia Jogger

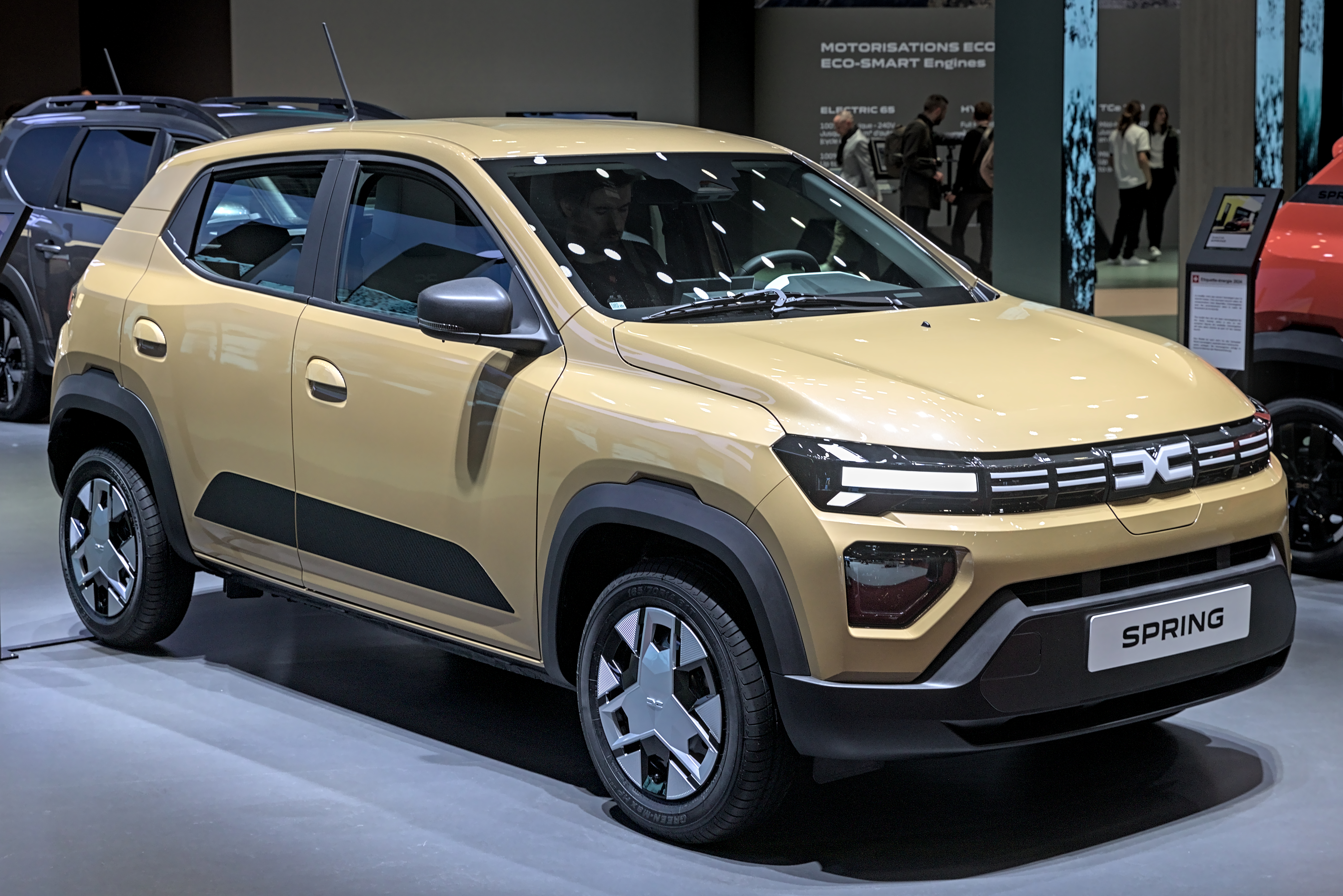
Dacia Spring

En 1999, le PDG de Renault, Louis Schweitzer, décide d'acquérir Dacia. Cette décision suscite beaucoup de méfiance au sein du conseil d'administration compte tenu de la vétusté de l'usine, du peu de renommée de la marque et des doutes sur la faisabilité d'un véhicule annoncé à un tarif de 5 000 €,. Le lancement de la Logan en septembre 2004 s'est toutefois révélé un bon succès commercial en Roumanie, comme en France à partir du 9 juin 2005 (même si la première Logan a été importée en France par un mandataire automobile situé près de Dunkerque), même si le prix sera finalement beaucoup plus élevé qu'annoncé (6 280 euros en Roumanie par exemple). Un succès qui se répète dans d'autres pays Ouest européens, où son prix bas attire une clientèle recherchant un véhicule simple et accessible. Dès la fin 2005, l'usine tourne au maximum de ses capacités et Renault cherche même à racheter l'ancienne usine Daewoo de Craiova pour pouvoir produire plus.
Après cinq ans de pertes depuis son rachat, en 2005, Dacia dégage un profit de 57 millions d'€, et la production s'élève à 172 021 véhicules (+ 82 %), dont 146 056 Logan, pour un chiffre d'affaires de 1,2 milliard d'€, dont 348 millions venant de l'exportation.
La fabrication de la Logan est lancée dans d'autres pays par Renault, qui, en 2006, enrichit la gamme d'une motorisation Diesel, et d'une version break : la Dacia Logan MCV, produite en 2007, et proposant jusqu'à sept places. Des dérivés utilitaires (Logan pick-up et Logan Van) entrent en production la même année.

### Le développement de la gamme
Après la Logan, Dacia poursuit sa percée sur les marchés mondiaux avec une citadine à cinq portes, la Sandero sortie au Brésil en 2007 et en Europe en 2008. En 2010, le SUV Duster qui reprend le châssis de la Dacia Logan est lancé. En 2012, Dacia présente le Lodgy, son premier monospace et le Dokker, son premier ludospace.
La marque Dacia s'étend peu géographiquement, ses modèles étant souvent rebadgés par Renault hors d'Europe. Quelques marchés voient tout de même l'apparition tardive de Dacia : c'est le cas du Royaume-Uni, de l'Irlande, de Chypre, de Malte et de la Norvège en 2013, puis d'Israël en 2015,,.
En 2020, bénéficiant de la nouvelle plateforme de la Renault Clio de cinquième génération, les nouvelles Logan III et Sandero III font leur apparition. Le break crossover Jogger, apparu en 2021, hérite également de cette plateforme.
Avec la Spring disponible depuis l'automne 2021, Dacia commercialise son premier véhicule électrique. Il s’agit également de la première Dacia produite hors des usines roumaines ou marocaines, puisqu’elle est assemblée en Chine à l’usine DongFeng de Shiyan.
D'après une étude dont les résultats sont publiés en février 2022, Dacia est le constructeur automobile aux clients les plus fidèles, avec un taux de fidélité de 52,1 %. Cela revient à dire que sur 1 000 possesseurs d'une automobile Dacia, 521 sont restés chez le même constructeur en rachetant une Dacia neuve ou d'occasion.
En avril 2022, Dacia annonce avoir atteint les dix millions de véhicules produits. En 2022, les modèles de la marque sont commercialisés dans 44 pays dans le monde.
Le 11 mai 2022, David Durand, 49 ans et diplômé de l’École supérieure de design Strate Collège à Paris, est devenu directeur du design de la marque Dacia, en remplacement de Miles Nürnberger. Il est rattaché à Laurens van den Acker, directeur du design de Renault Group et membre du Board of Management (BOM) de Renault Group.
En juin 2022, Dacia déploie sa nouvelle identité de marque sur l'ensemble de sa gamme. Cette nouvelle identité s'accompagne d'une nouvelle stratégie de positionnement, légèrement plus haut de gamme que par le passé : les prix augmentent et les véhicules sont moins basiques qu'avant. En développant l'image de sa marque et en améliorant le niveau des prestations de ses véhicules, Dacia souhaite se prémunir contre l'arrivée de nouveau concurrents, notamment chinois. Xavier Martinet, alors directeur des ventes de la marque, déclare "si le prix est l'unique proposition de valeur, d'autres peuvent faire moins cher", signifiant qu'en plus de son positionnement d'entrée de gamme, Dacia doit se doter de propositions de valeur plus difficiles à répliquer par la concurrence.
En février 2023, Dacia annonce qu'il alignera son SUV Duster au départ de l'édition 2025 du Dakar.

## Identité visuelle

Logos de Dacia
De 1966 à 1990.
De 1990 à 1997.
De 1997 à 2003.

De 2003 à 2008.
De 2008 à 2021.
Depuis 2021.

## Les sites du constructeur

### Centre de design et d'ingénierie
En juin 2019, Renault inaugure le centre Renault Bucharest Connected à Bucarest, lequel regroupe notamment les activités de design, d’ingénierie et tertiaires de Dacia, réparties auparavant sur cinq sites. Il compte environ 3 200 salariés. Pour justifier ce regroupement, Laurens van den Acker, directeur du design de Renault Group, précise que le nouveau centre de design est équipé des dernières technologies numériques et que sa proximité immédiate avec les équipes d’ingénierie est un atout pour concevoir des véhicules au meilleur niveau de qualité.

### Centre technique de Titu
En septembre 2010 est inauguré le centre technique de Titu. Il est destiné à regrouper les activités de tests de robustesse des véhicules Dacia, menés par 600 personnes, situés auparavant à l'usine Dacia de Mioveni en plus des centres techniques Renault d'Aubevoye et de Lardy. Renault a investi 500 millions d'euros dans les installations de ce site de tests.
Le centre technique de Titu est équipé pour mener les tests de roulage et de moteurs, grâce à dix types de pistes, s'étendant sur 32 kilomètres, dont un anneau de vitesse, et des bancs d'essais à rouleaux, ainsi que des bancs de tests moteurs.
Le centre technique de Titu est équipé d'une chambre anéchoïque, isolée de toutes ondes sonores ou électromagnétiques, pour les essais acoustiques : vibrations, bruit de portière, alertes sonores intérieures, musique, etc. C'est la plus grande en Europe de l'Est.
Le laboratoire de corrosion a été inauguré en 2015. Les pièces de carrosserie et les pièces mécaniques roulantes sont ainsi plongées dans une enceinte de corrosion simulant des conditions climatiques extrêmes de vieillissement accéléré où varient la température, l’humidité et même la composition de l’air. La corrosion des rayures de la peinture jusqu'au métal doit rester superficielle. Les pièces métalliques subissent également l'agression de produits chimiques, comme une solution saline dégivrante, pour tester leur durabilité. Les pièces externes sont aussi soumises au gravillonnage.
Le laboratoire de durabilité des polymères et fluides a été inauguré en 2017. Il permet de tester la durabilité des matériaux intérieurs et extérieurs tels que les plastiques, face aux rayonnements lumineux, aux températures extrêmes et aux agressions mécaniques. Les pièces des véhicules Dacia subissent un vieillissement accéléré de plusieurs années en quelques semaines en étant soumis à 3 000 heures de rayonnements ultra-violets et des conditions d’humidité et de température extrêmes, allant de −40 °C à +100°C. Les pièces subissent aussi des tests de résistance mécanique à des rayures et des efforts. Ainsi, une machine à traction étire le plastique pour tester sa résistance à la déformation voire à la rupture.

### Usines
Dacia possède cinq usines dans le monde : l'usine de Pitești en Roumanie, les usines de Tanger et de Casablanca au Maroc, l'usine d'Oran en Algérie, et l'usine de Shiyan en Chine.

## Innovations
Devant la demande croissante de boîtes de vitesse automatiques en Europe et une demande importante en Russie, Amérique du Sud et Inde, Renault a décidé de développer une boîte de vitesses automatique spécifique, dénommée Easy-R. De conception nouvelle, elle remplace les technologies hydroélectrique (hydraulique contrôlé par l'électronique) par des éléments électromécaniques. Le résultat est une boîte de vitesses automatique plus fiable et plus abordable financièrement. Dacia propose en effet cet équipement à partir de 2015 en Europe à un tarif de 600 euros, soit deux fois moins cher au minimum que la concurrence. Le nombre de pièces a été diminué d’un quart, assurant une meilleure fiabilité et un entretien simplifié. Quatre modes sont disponibles sur la boîte pilotée Easy-R, indiqués également au tableau de bord : D/Drive, N/Neutre, R/Rear et M/Manual impulsionnelle. Cette boîte Easy-R permet de conserver une consommation à priori très proche d'une boîte manuelle,.

## Les modèles

### Les anciens modèles
- 1100 (dérivée de la Renault 8) - connue sous le nom de « Dacia »
- 1300, 1310, 1410 Sport et Pick-up (dérivées de la Renault 12) - connues sous le nom de « Dacia »
- D6 (version roumaine de la Renault Estafette)
- 2000 (Nomenklatura et taxi) (dérivé de la Renault 20)
- Dacia 10 (un ARO 10 "rebadgé", vendu aussi sous le nom d'Aro Trapeurs en France, de Dacia Duster dans certains pays[31] et sous celui d'ACM Enduro x4[32] en Italie)
- 500 (Lăstun) (La Lăstun, ou Hirondelle de rivage, en français, était une petite voiture de moins de trois mètres avec un bicylindre de 499 cm3)[33]
- 1320 (berline 5 portes dérivée de la Dacia 1300)
- 1325 Liberta (berline 5 portes dérivée de la Dacia 1320)
- Nova (berline 5 portes)
- SuperNova (remodelage de la Nova)
- Solenza (remodelage de la SuperNova)
- Logan I, Logan I MCV, Logan pick-up et Logan van
- Sandero I
- Logan II, Logan II MCV et Sandero II
- Dacia Lodgy
- Dacia Dokker
- Dacia Duster I
- Dacia Logan III
- Dacia Sandero III
- Dacia Duster II

### La gamme actuelle
La gamme actuelle de Dacia est constituée de cinq modèles :
- Logan III (2020 -)
  - berline tricorps compacte. Elle est commercialisée dans de nombreux pays du monde, mais cesse d'être distribuée en France à partir de la troisième génération ;
- Sandero III (2020 -)
  - citadine à cinq portes dérivée de la Logan, avec qui elle partage la plateforme et les motorisations. Elle délaisse la carrosserie tricorps et adopte un hayon. La Sandero est également déclinée dans une version Stepway, avec châssis surélevé, protections de carrosserie et présentation intérieure spécifique ;
- Duster III (2024 -)
  - SUV compact à cinq portes. Il est disponible en deux ou quatre roues motrices ;
- Spring (2021 -)
  - citadine électrique. Elle affiche des dimensions très compactes et se caractérise par ses allures de crossover avec une hauteur de caisse importante et des protections de carrosserie ;
- Jogger (2021 -)
  - break surélevé offrant 5 ou 7 places. Avant-dernier modèle lancé par Dacia, il repose sur la même plateforme que les Logan et Sandero et dispose des mêmes motorisations.
- Bigster (2025 -) 
  - version rallongée de la Duster III et le dernier modèle de la gamme. Il repose sur le même châssis que la Duster et dispose des mêmes finitions/moteurs

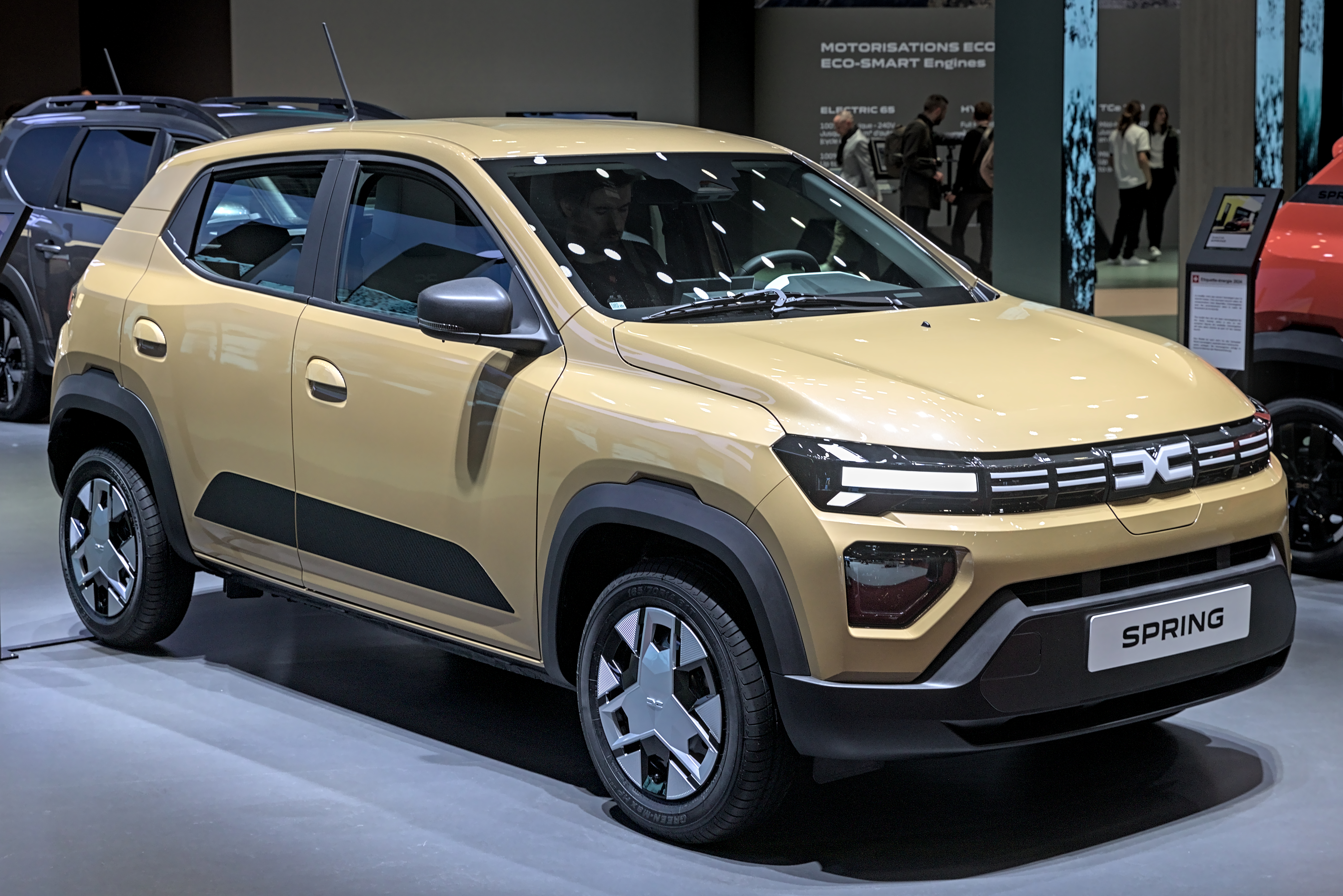
Dacia Spring.
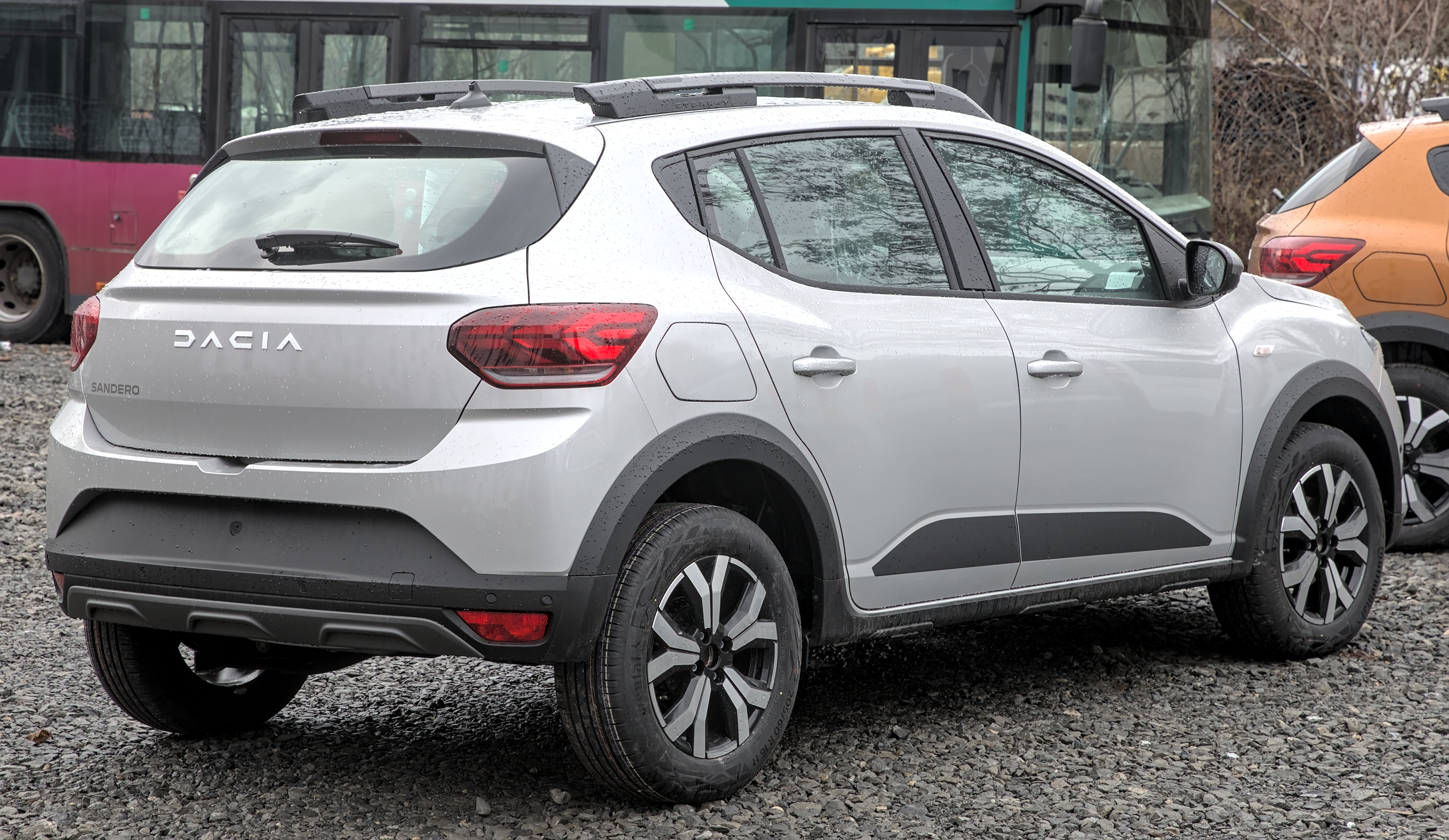
Dacia Sandero III.
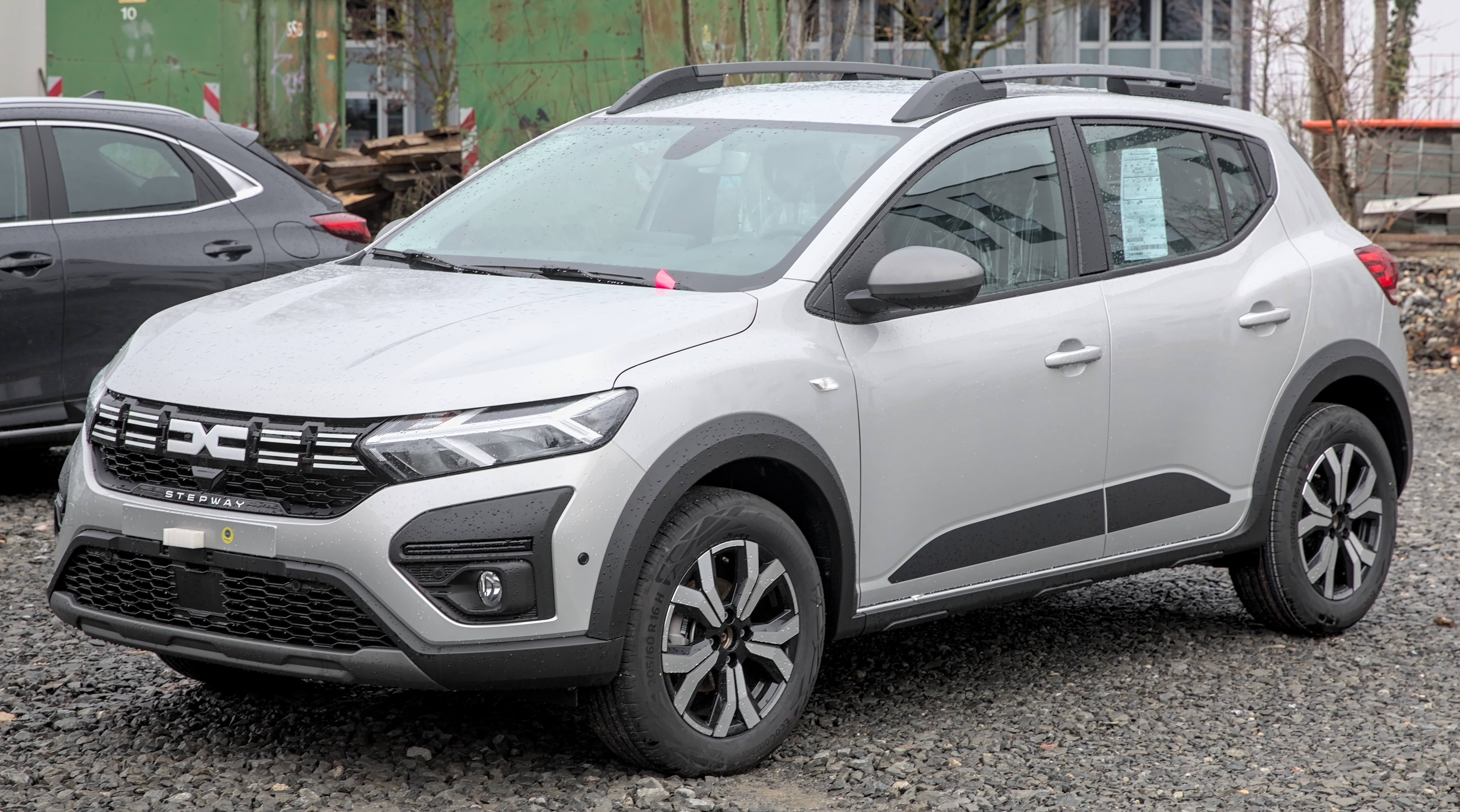
Dacia Sandero  Stepway III.
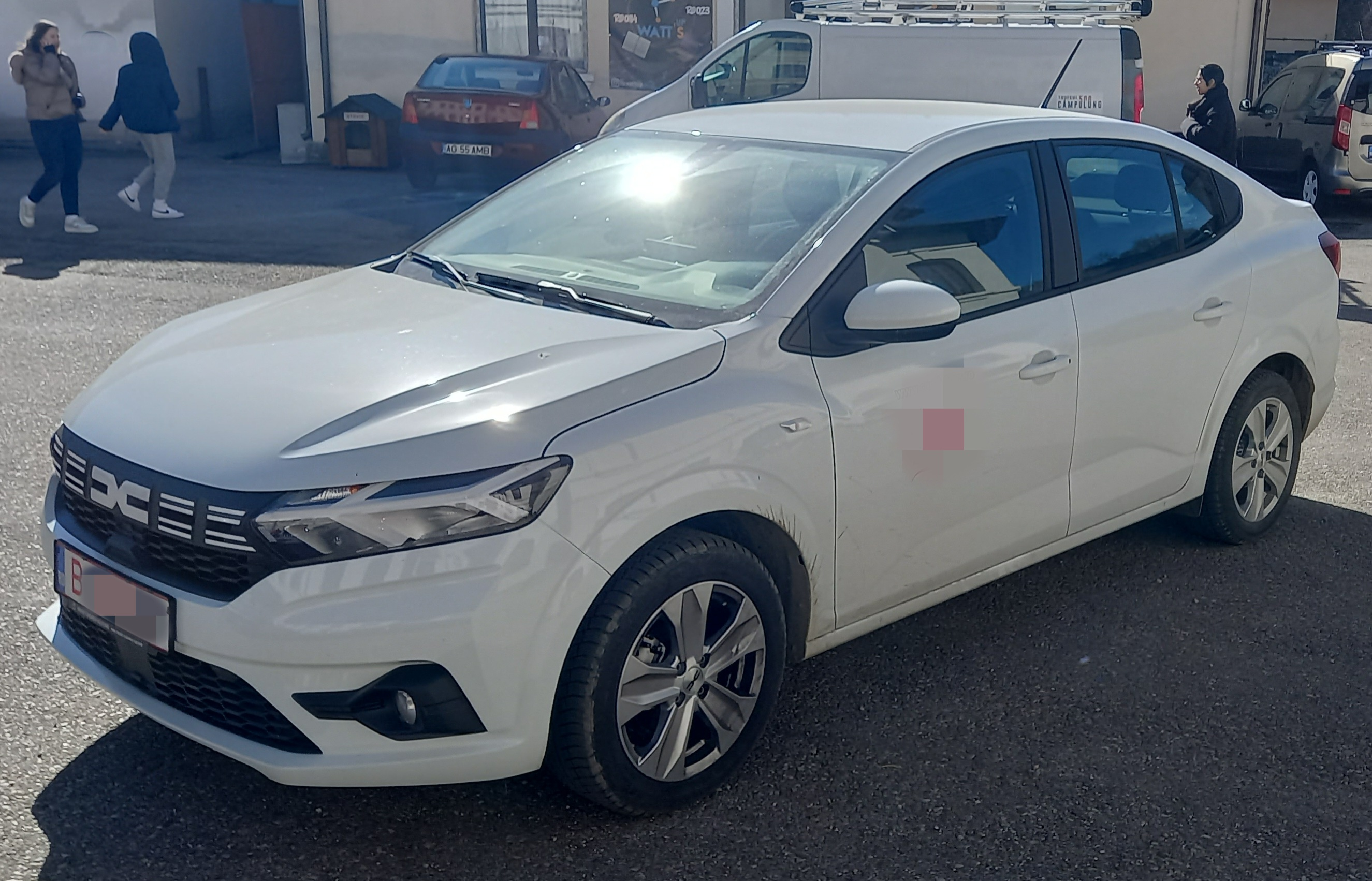
Dacia Logan III.
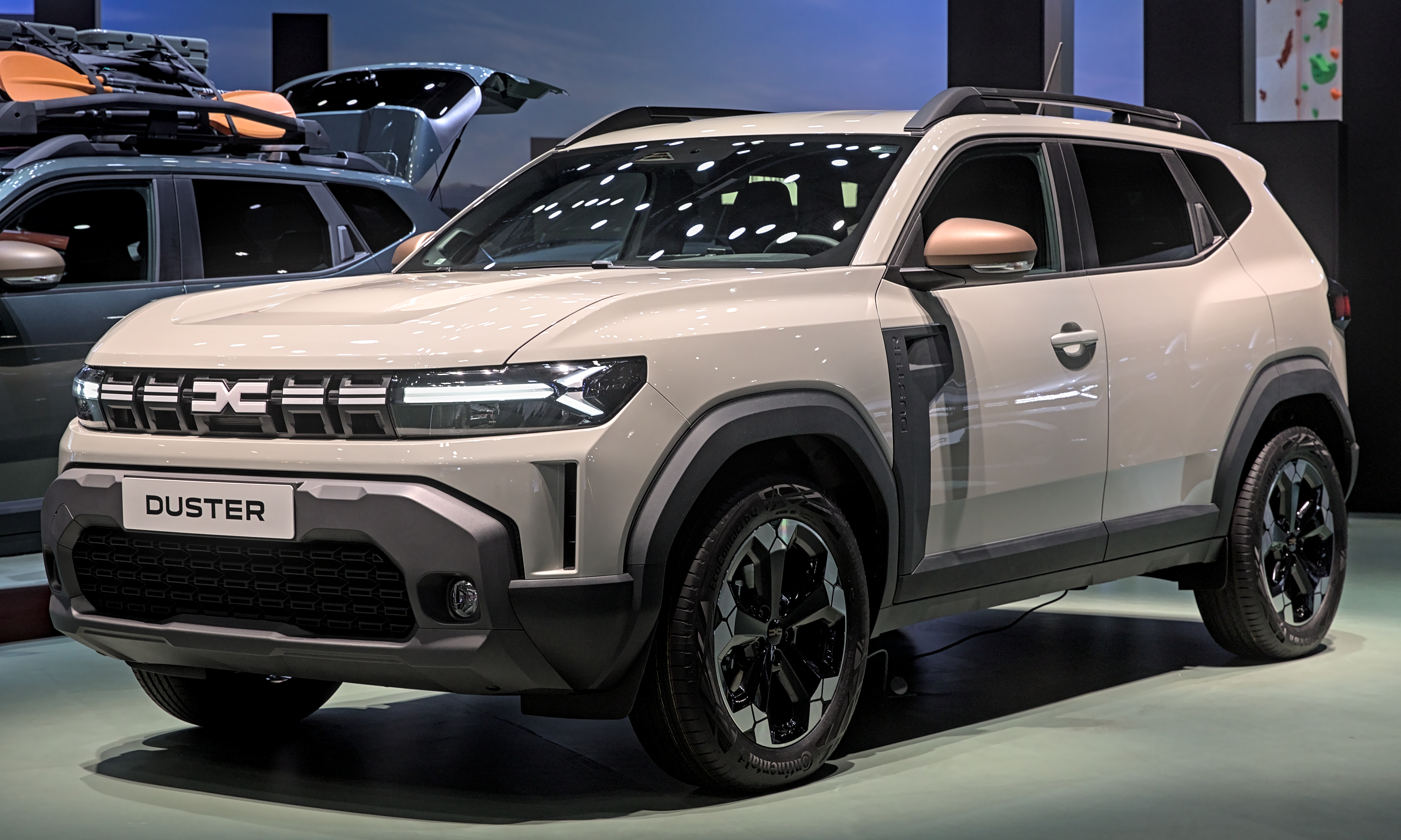
Dacia Duster III.
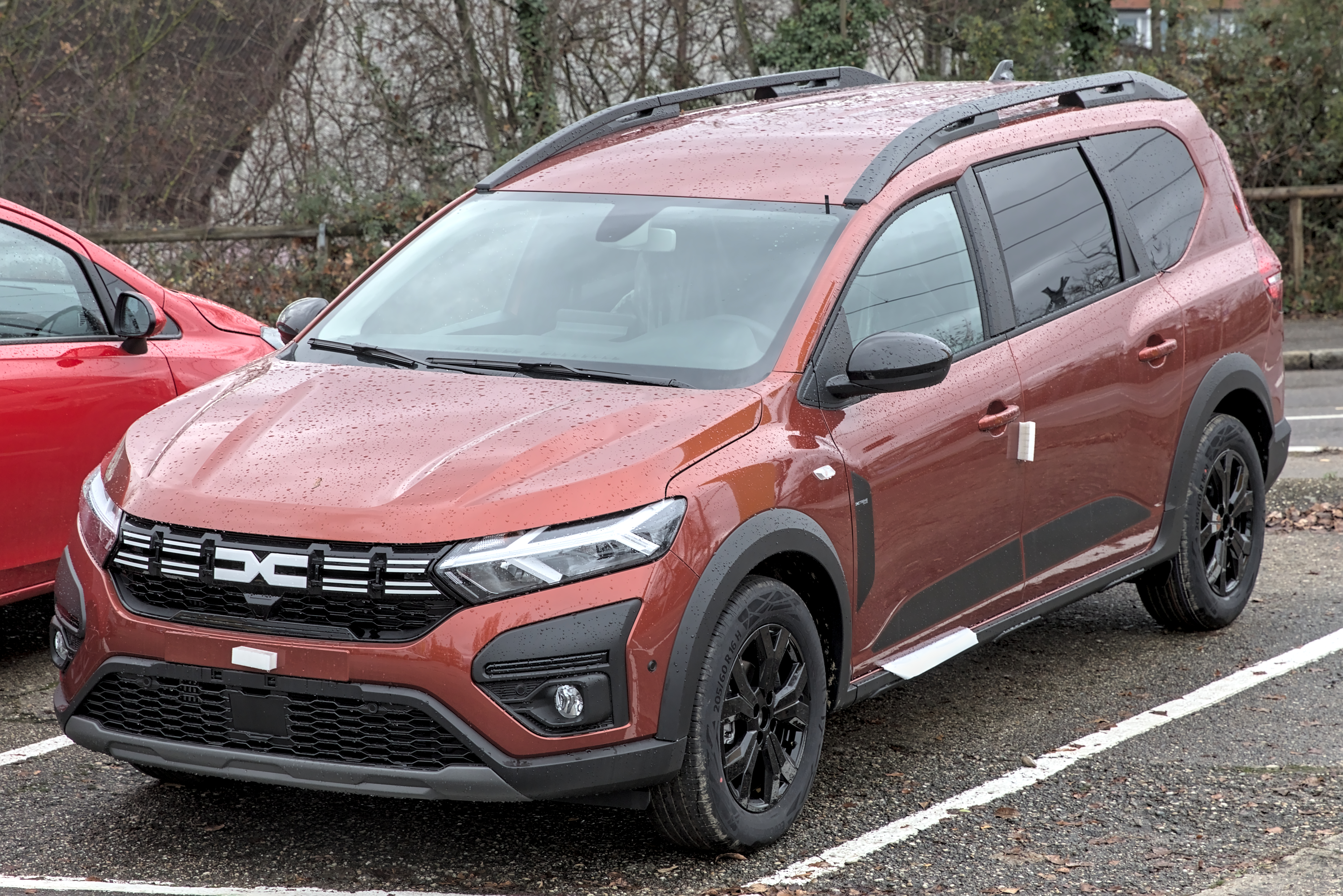
Dacia Jogger.

### Les modèles Dacia badgés Renault
Hors Europe, tous les modèles sont vendus par Renault. Des versions différentes comme la Sandero RS ou des modèles spécifiques comme le pick-up Duster Oroch sont développés. En 2014, sur 1 104 000 véhicules produits, 629 000 étaient des Renault.
- Logan : berline à quatre portes. Le break Logan MCV n'est pas rebadgé Renault, une version Lada existe par contre en Russie, la Lada Largus.
- Sandero et Sandero Stepway : petite voiture à cinq portes.
- Duster : SUV compact à cinq portes.
- Duster Oroch : pick-up.
- Lodgy : monospace.
- Dokker et Dokker Van : utilitaire et ludospace.

On peut à l'inverse citer le cas particulier de la Dacia Spring, qui est une Renault City K-ZE rebadgée, cette dernière ayant été commercialisée deux ans plus tôt.

### Les concept cars

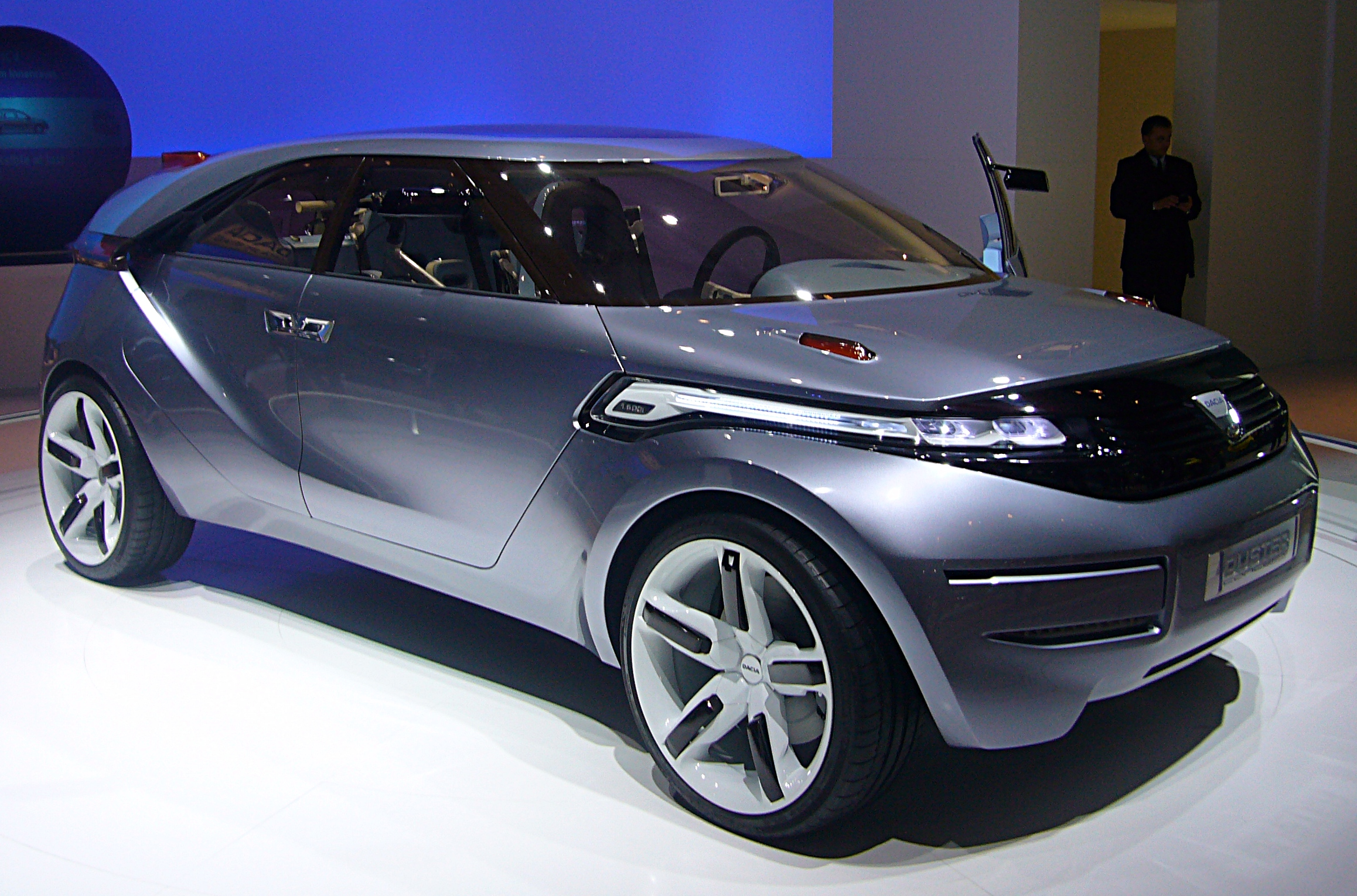
Dacia Duster Concept.

Après le départ de Miles Nürnberger (venu de chez Aston-Martin), c'est le Français David Durand qui devient directeur du design Dacia le 11 mai 2022. Il est notamment à l'origine du Bigster Concept, le dernier concept-car en date de la marque. 
- Dacia Logan Steppe Concept (2006) : break baroudeur.
- Dacia Duster Concept (2009) : crossover familial.
- Dacia Logan Concept  (2018) : berline.
- Dacia Spring Electric (2020) : crossover urbain électrique.
- Dacia Bigster Concept (2021) : SUV Familial[35].
- Dacia Manifesto Concept (2022)[36]

## Économie

### Chiffres de vente
| Année | Ventes mondiales du constructeur Dacia | Ventes mondiales du constructeur Dacia | Ventes mondiales du constructeur Dacia | Ventes mondiales du constructeur Dacia | Ventes mondiales du constructeur Dacia | Ventes mondiales du constructeur Dacia | Ventes mondiales du constructeur Dacia | Ventes mondiales du constructeur Dacia | Ventes mondiales du constructeur Dacia | Ventes mondiales du constructeur Dacia | Ventes mondiales du constructeur Dacia | Ventes mondiales du constructeur Dacia | Ventes mondiales du constructeur Dacia | Ventes mondiales du constructeur Dacia | Ventes mondiales du constructeur Dacia | Ventes mondiales du constructeur Dacia | Ventes mondiales du constructeur Dacia | Ventes mondiales du constructeur Dacia | Ventes mondiales du constructeur Dacia | Ventes mondiales du constructeur Dacia | Ventes mondiales du constructeur Dacia | Ventes mondiales du constructeur Dacia | Ventes mondiales du constructeur Dacia | Ventes mondiales du constructeur Dacia | Ventes mondiales du constructeur Dacia | Ventes mondiales du constructeur Dacia | Ventes mondiales du constructeur Dacia | Ventes mondiales du constructeur Dacia | Ventes mondiales du constructeur Dacia | Ventes mondiales du constructeur Dacia | Ventes mondiales du constructeur Dacia | Ventes mondiales du constructeur Dacia | Ventes mondiales du constructeur Dacia | Ventes mondiales du constructeur Dacia | Ventes mondiales du constructeur Dacia | Ventes mondiales du constructeur Dacia | Ventes mondiales du constructeur Dacia | Ventes mondiales du constructeur Dacia | Ventes mondiales du constructeur Dacia | Ventes mondiales du constructeur Dacia | Ventes mondiales du constructeur Dacia | Ventes mondiales du constructeur Dacia | Ventes mondiales du constructeur Dacia | Ventes mondiales du constructeur Dacia | Ventes mondiales du constructeur Dacia | Ventes mondiales du constructeur Dacia | Ventes mondiales du constructeur Dacia | Ventes mondiales du constructeur Dacia | Ventes mondiales du constructeur Dacia | Ventes mondiales du constructeur Dacia | Ventes mondiales du constructeur Dacia | Ventes mondiales du constructeur Dacia | Ventes mondiales du constructeur Dacia | Ventes mondiales du constructeur Dacia | Ventes mondiales du constructeur Dacia | Ventes mondiales du constructeur Dacia | Ventes mondiales du constructeur Dacia | Ventes mondiales du constructeur Dacia | Ventes mondiales du constructeur Dacia | Ventes mondiales du constructeur Dacia | Ventes mondiales du constructeur Dacia | Ventes mondiales du constructeur Dacia | Ventes mondiales du constructeur Dacia | Ventes mondiales du constructeur Dacia | Ventes mondiales du constructeur Dacia | Ventes mondiales du constructeur Dacia | Ventes mondiales du constructeur Dacia | Ventes mondiales du constructeur Dacia | Ventes mondiales du constructeur Dacia | Ventes mondiales du constructeur Dacia | Ventes mondiales du constructeur Dacia |
| ----- | -------------------------------------- | -------------------------------------- | -------------------------------------- | -------------------------------------- | -------------------------------------- | -------------------------------------- | -------------------------------------- | -------------------------------------- | -------------------------------------- | -------------------------------------- | -------------------------------------- | -------------------------------------- | -------------------------------------- | -------------------------------------- | -------------------------------------- | -------------------------------------- | -------------------------------------- | -------------------------------------- | -------------------------------------- | -------------------------------------- | -------------------------------------- | -------------------------------------- | -------------------------------------- | -------------------------------------- | -------------------------------------- | -------------------------------------- | -------------------------------------- | -------------------------------------- | -------------------------------------- | -------------------------------------- | -------------------------------------- | -------------------------------------- | -------------------------------------- | -------------------------------------- | -------------------------------------- | -------------------------------------- | -------------------------------------- | -------------------------------------- | -------------------------------------- | -------------------------------------- | -------------------------------------- | -------------------------------------- | -------------------------------------- | -------------------------------------- | -------------------------------------- | -------------------------------------- | -------------------------------------- | -------------------------------------- | -------------------------------------- | -------------------------------------- | -------------------------------------- | -------------------------------------- | -------------------------------------- | -------------------------------------- | -------------------------------------- | -------------------------------------- | -------------------------------------- | -------------------------------------- | -------------------------------------- | -------------------------------------- | -------------------------------------- | -------------------------------------- | -------------------------------------- | -------------------------------------- | -------------------------------------- | -------------------------------------- | -------------------------------------- | -------------------------------------- | -------------------------------------- | -------------------------------------- | -------------------------------------- |
| Année | 100 000                                |                                        |                                        |                                        |                                        |                                        |                                        |                                        |                                        |                                        | 200 000                                |                                        |                                        |                                        |                                        |                                        |                                        |                                        |                                        |                                        | 300 000                                |                                        |                                        |                                        |                                        |                                        |                                        |                                        |                                        |                                        | 400 000                                |                                        |                                        |                                        |                                        |                                        |                                        |                                        |                                        |                                        | 500 000                                |                                        |                                        |                                        |                                        |                                        |                                        |                                        |                                        |                                        | 600 000                                |                                        |                                        |                                        |                                        |                                        |                                        |                                        |                                        |                                        | 700 000                                |                                        |                                        |                                        |                                        |                                        |                                        |                                        |                                        |                                        | 800 000                                |
| 2006  | 188 410                                | 188 410                                | 188 410                                | 188 410                                | 188 410                                | 188 410                                | 188 410                                | 188 410                                | 188 410                                |                                        |                                        |                                        |                                        |                                        |                                        |                                        |                                        |                                        |                                        |                                        |                                        |                                        |                                        |                                        |                                        |                                        |                                        |                                        |                                        |                                        |                                        |                                        |                                        |                                        |                                        |                                        |                                        |                                        |                                        |                                        |                                        |                                        |                                        |                                        |                                        |                                        |                                        |                                        |                                        |                                        |                                        |                                        |                                        |                                        |                                        |                                        |                                        |                                        |                                        |                                        |                                        |                                        |                                        |                                        |                                        |                                        |                                        |                                        |                                        |                                        |                                        |
| 2008  | 258 372                                | 258 372                                | 258 372                                | 258 372                                | 258 372                                | 258 372                                | 258 372                                | 258 372                                | 258 372                                | 258 372                                | 258 372                                | 258 372                                | 258 372                                | 258 372                                | 258 372                                | 258 372                                |                                        |                                        |                                        |                                        |                                        |                                        |                                        |                                        |                                        |                                        |                                        |                                        |                                        |                                        |                                        |                                        |                                        |                                        |                                        |                                        |                                        |                                        |                                        |                                        |                                        |                                        |                                        |                                        |                                        |                                        |                                        |                                        |                                        |                                        |                                        |                                        |                                        |                                        |                                        |                                        |                                        |                                        |                                        |                                        |                                        |                                        |                                        |                                        |                                        |                                        |                                        |                                        |                                        |                                        |                                        |
| 2009  | 311 282                                | 311 282                                | 311 282                                | 311 282                                | 311 282                                | 311 282                                | 311 282                                | 311 282                                | 311 282                                | 311 282                                | 311 282                                | 311 282                                | 311 282                                | 311 282                                | 311 282                                | 311 282                                | 311 282                                | 311 282                                | 311 282                                | 311 282                                | 311 282                                | 311 282                                |                                        |                                        |                                        |                                        |                                        |                                        |                                        |                                        |                                        |                                        |                                        |                                        |                                        |                                        |                                        |                                        |                                        |                                        |                                        |                                        |                                        |                                        |                                        |                                        |                                        |                                        |                                        |                                        |                                        |                                        |                                        |                                        |                                        |                                        |                                        |                                        |                                        |                                        |                                        |                                        |                                        |                                        |                                        |                                        |                                        |                                        |                                        |                                        |                                        |
| 2010  | 349 568                                | 349 568                                | 349 568                                | 349 568                                | 349 568                                | 349 568                                | 349 568                                | 349 568                                | 349 568                                | 349 568                                | 349 568                                | 349 568                                | 349 568                                | 349 568                                | 349 568                                | 349 568                                | 349 568                                | 349 568                                | 349 568                                | 349 568                                | 349 568                                | 349 568                                | 349 568                                | 349 568                                | 349 568                                |                                        |                                        |                                        |                                        |                                        |                                        |                                        |                                        |                                        |                                        |                                        |                                        |                                        |                                        |                                        |                                        |                                        |                                        |                                        |                                        |                                        |                                        |                                        |                                        |                                        |                                        |                                        |                                        |                                        |                                        |                                        |                                        |                                        |                                        |                                        |                                        |                                        |                                        |                                        |                                        |                                        |                                        |                                        |                                        |                                        |                                        |
| 2011  | 343 233                                | 343 233                                | 343 233                                | 343 233                                | 343 233                                | 343 233                                | 343 233                                | 343 233                                | 343 233                                | 343 233                                | 343 233                                | 343 233                                | 343 233                                | 343 233                                | 343 233                                | 343 233                                | 343 233                                | 343 233                                | 343 233                                | 343 233                                | 343 233                                | 343 233                                | 343 233                                | 343 233                                | 343 233                                |                                        |                                        |                                        |                                        |                                        |                                        |                                        |                                        |                                        |                                        |                                        |                                        |                                        |                                        |                                        |                                        |                                        |                                        |                                        |                                        |                                        |                                        |                                        |                                        |                                        |                                        |                                        |                                        |                                        |                                        |                                        |                                        |                                        |                                        |                                        |                                        |                                        |                                        |                                        |                                        |                                        |                                        |                                        |                                        |                                        |                                        |
| 2012  | 359 822                                | 359 822                                | 359 822                                | 359 822                                | 359 822                                | 359 822                                | 359 822                                | 359 822                                | 359 822                                | 359 822                                | 359 822                                | 359 822                                | 359 822                                | 359 822                                | 359 822                                | 359 822                                | 359 822                                | 359 822                                | 359 822                                | 359 822                                | 359 822                                | 359 822                                | 359 822                                | 359 822                                | 359 822                                | 359 822                                |                                        |                                        |                                        |                                        |                                        |                                        |                                        |                                        |                                        |                                        |                                        |                                        |                                        |                                        |                                        |                                        |                                        |                                        |                                        |                                        |                                        |                                        |                                        |                                        |                                        |                                        |                                        |                                        |                                        |                                        |                                        |                                        |                                        |                                        |                                        |                                        |                                        |                                        |                                        |                                        |                                        |                                        |                                        |                                        |                                        |
| 2013  | 429 596                                | 429 596                                | 429 596                                | 429 596                                | 429 596                                | 429 596                                | 429 596                                | 429 596                                | 429 596                                | 429 596                                | 429 596                                | 429 596                                | 429 596                                | 429 596                                | 429 596                                | 429 596                                | 429 596                                | 429 596                                | 429 596                                | 429 596                                | 429 596                                | 429 596                                | 429 596                                | 429 596                                | 429 596                                | 429 596                                | 429 596                                | 429 596                                | 429 596                                | 429 596                                | 429 596                                | 429 596                                | 429 596                                |                                        |                                        |                                        |                                        |                                        |                                        |                                        |                                        |                                        |                                        |                                        |                                        |                                        |                                        |                                        |                                        |                                        |                                        |                                        |                                        |                                        |                                        |                                        |                                        |                                        |                                        |                                        |                                        |                                        |                                        |                                        |                                        |                                        |                                        |                                        |                                        |                                        |                                        |
| 2014  | 511 465                                | 511 465                                | 511 465                                | 511 465                                | 511 465                                | 511 465                                | 511 465                                | 511 465                                | 511 465                                | 511 465                                | 511 465                                | 511 465                                | 511 465                                | 511 465                                | 511 465                                | 511 465                                | 511 465                                | 511 465                                | 511 465                                | 511 465                                | 511 465                                | 511 465                                | 511 465                                | 511 465                                | 511 465                                | 511 465                                | 511 465                                | 511 465                                | 511 465                                | 511 465                                | 511 465                                | 511 465                                | 511 465                                | 511 465                                | 511 465                                | 511 465                                | 511 465                                | 511 465                                | 511 465                                | 511 465                                | 511 465                                | 511 465                                |                                        |                                        |                                        |                                        |                                        |                                        |                                        |                                        |                                        |                                        |                                        |                                        |                                        |                                        |                                        |                                        |                                        |                                        |                                        |                                        |                                        |                                        |                                        |                                        |                                        |                                        |                                        |                                        |                                        |
| 2015  | 550 920                                | 550 920                                | 550 920                                | 550 920                                | 550 920                                | 550 920                                | 550 920                                | 550 920                                | 550 920                                | 550 920                                | 550 920                                | 550 920                                | 550 920                                | 550 920                                | 550 920                                | 550 920                                | 550 920                                | 550 920                                | 550 920                                | 550 920                                | 550 920                                | 550 920                                | 550 920                                | 550 920                                | 550 920                                | 550 920                                | 550 920                                | 550 920                                | 550 920                                | 550 920                                | 550 920                                | 550 920                                | 550 920                                | 550 920                                | 550 920                                | 550 920                                | 550 920                                | 550 920                                | 550 920                                | 550 920                                | 550 920                                | 550 920                                | 550 920                                | 550 920                                | 550 920                                | 550 920                                |                                        |                                        |                                        |                                        |                                        |                                        |                                        |                                        |                                        |                                        |                                        |                                        |                                        |                                        |                                        |                                        |                                        |                                        |                                        |                                        |                                        |                                        |                                        |                                        |                                        |
| 2016  | 584 219                                | 584 219                                | 584 219                                | 584 219                                | 584 219                                | 584 219                                | 584 219                                | 584 219                                | 584 219                                | 584 219                                | 584 219                                | 584 219                                | 584 219                                | 584 219                                | 584 219                                | 584 219                                | 584 219                                | 584 219                                | 584 219                                | 584 219                                | 584 219                                | 584 219                                | 584 219                                | 584 219                                | 584 219                                | 584 219                                | 584 219                                | 584 219                                | 584 219                                | 584 219                                | 584 219                                | 584 219                                | 584 219                                | 584 219                                | 584 219                                | 584 219                                | 584 219                                | 584 219                                | 584 219                                | 584 219                                | 584 219                                | 584 219                                | 584 219                                | 584 219                                | 584 219                                | 584 219                                | 584 219                                | 584 219                                | 584 219                                |                                        |                                        |                                        |                                        |                                        |                                        |                                        |                                        |                                        |                                        |                                        |                                        |                                        |                                        |                                        |                                        |                                        |                                        |                                        |                                        |                                        |                                        |
| 2017  | 655 235                                | 655 235                                | 655 235                                | 655 235                                | 655 235                                | 655 235                                | 655 235                                | 655 235                                | 655 235                                | 655 235                                | 655 235                                | 655 235                                | 655 235                                | 655 235                                | 655 235                                | 655 235                                | 655 235                                | 655 235                                | 655 235                                | 655 235                                | 655 235                                | 655 235                                | 655 235                                | 655 235                                | 655 235                                | 655 235                                | 655 235                                | 655 235                                | 655 235                                | 655 235                                | 655 235                                | 655 235                                | 655 235                                | 655 235                                | 655 235                                | 655 235                                | 655 235                                | 655 235                                | 655 235                                | 655 235                                | 655 235                                | 655 235                                | 655 235                                | 655 235                                | 655 235                                | 655 235                                | 655 235                                | 655 235                                | 655 235                                | 655 235                                | 655 235                                | 655 235                                | 655 235                                | 655 235                                | 655 235                                | 655 235                                |                                        |                                        |                                        |                                        |                                        |                                        |                                        |                                        |                                        |                                        |                                        |                                        |                                        |                                        |                                        |
| 2018  | 700 798                                | 700 798                                | 700 798                                | 700 798                                | 700 798                                | 700 798                                | 700 798                                | 700 798                                | 700 798                                | 700 798                                | 700 798                                | 700 798                                | 700 798                                | 700 798                                | 700 798                                | 700 798                                | 700 798                                | 700 798                                | 700 798                                | 700 798                                | 700 798                                | 700 798                                | 700 798                                | 700 798                                | 700 798                                | 700 798                                | 700 798                                | 700 798                                | 700 798                                | 700 798                                | 700 798                                | 700 798                                | 700 798                                | 700 798                                | 700 798                                | 700 798                                | 700 798                                | 700 798                                | 700 798                                | 700 798                                | 700 798                                | 700 798                                | 700 798                                | 700 798                                | 700 798                                | 700 798                                | 700 798                                | 700 798                                | 700 798                                | 700 798                                | 700 798                                | 700 798                                | 700 798                                | 700 798                                | 700 798                                | 700 798                                | 700 798                                | 700 798                                | 700 798                                | 700 798                                | 700 798                                |                                        |                                        |                                        |                                        |                                        |                                        |                                        |                                        |                                        |                                        |
| 2019  | 690 525                                | 690 525                                | 690 525                                | 690 525                                | 690 525                                | 690 525                                | 690 525                                | 690 525                                | 690 525                                | 690 525                                | 690 525                                | 690 525                                | 690 525                                | 690 525                                | 690 525                                | 690 525                                | 690 525                                | 690 525                                | 690 525                                | 690 525                                | 690 525                                | 690 525                                | 690 525                                | 690 525                                | 690 525                                | 690 525                                | 690 525                                | 690 525                                | 690 525                                | 690 525                                | 690 525                                | 690 525                                | 690 525                                | 690 525                                | 690 525                                | 690 525                                | 690 525                                | 690 525                                | 690 525                                | 690 525                                | 690 525                                | 690 525                                | 690 525                                | 690 525                                | 690 525                                | 690 525                                | 690 525                                | 690 525                                | 690 525                                | 690 525                                | 690 525                                | 690 525                                | 690 525                                | 690 525                                | 690 525                                | 690 525                                | 690 525                                | 690 525                                | 690 525                                | 690 525                                |                                        |                                        |                                        |                                        |                                        |                                        |                                        |                                        |                                        |                                        |                                        |
| 2020  | 484 097                                | 484 097                                | 484 097                                | 484 097                                | 484 097                                | 484 097                                | 484 097                                | 484 097                                | 484 097                                | 484 097                                | 484 097                                | 484 097                                | 484 097                                | 484 097                                | 484 097                                | 484 097                                | 484 097                                | 484 097                                | 484 097                                | 484 097                                | 484 097                                | 484 097                                | 484 097                                | 484 097                                | 484 097                                | 484 097                                | 484 097                                | 484 097                                | 484 097                                | 484 097                                | 484 097                                | 484 097                                | 484 097                                | 484 097                                | 484 097                                | 484 097                                | 484 097                                | 484 097                                | 484 097                                | 484 097                                |                                        |                                        |                                        |                                        |                                        |                                        |                                        |                                        |                                        |                                        |                                        |                                        |                                        |                                        |                                        |                                        |                                        |                                        |                                        |                                        |                                        |                                        |                                        |                                        |                                        |                                        |                                        |                                        |                                        |                                        |                                        |
| 2021  | 502 964                                | 502 964                                | 502 964                                | 502 964                                | 502 964                                | 502 964                                | 502 964                                | 502 964                                | 502 964                                | 502 964                                | 502 964                                | 502 964                                | 502 964                                | 502 964                                | 502 964                                | 502 964                                | 502 964                                | 502 964                                | 502 964                                | 502 964                                | 502 964                                | 502 964                                | 502 964                                | 502 964                                | 502 964                                | 502 964                                | 502 964                                | 502 964                                | 502 964                                | 502 964                                | 502 964                                | 502 964                                | 502 964                                | 502 964                                | 502 964                                | 502 964                                | 502 964                                | 502 964                                | 502 964                                | 502 964                                | 502 964                                |                                        |                                        |                                        |                                        |                                        |                                        |                                        |                                        |                                        |                                        |                                        |                                        |                                        |                                        |                                        |                                        |                                        |                                        |                                        |                                        |                                        |                                        |                                        |                                        |                                        |                                        |                                        |                                        |                                        |                                        |
| 2022  | 569 208                                | 569 208                                | 569 208                                | 569 208                                | 569 208                                | 569 208                                | 569 208                                | 569 208                                | 569 208                                | 569 208                                | 569 208                                | 569 208                                | 569 208                                | 569 208                                | 569 208                                | 569 208                                | 569 208                                | 569 208                                | 569 208                                | 569 208                                | 569 208                                | 569 208                                | 569 208                                | 569 208                                | 569 208                                | 569 208                                | 569 208                                | 569 208                                | 569 208                                | 569 208                                | 569 208                                | 569 208                                | 569 208                                | 569 208                                | 569 208                                | 569 208                                | 569 208                                | 569 208                                | 569 208                                | 569 208                                | 569 208                                | 569 208                                | 569 208                                | 569 208                                | 569 208                                | 569 208                                | 569 208                                |                                        |                                        |                                        |                                        |                                        |                                        |                                        |                                        |                                        |                                        |                                        |                                        |                                        |                                        |                                        |                                        |                                        |                                        |                                        |                                        |                                        |                                        |                                        |                                        |
| 2023  | 652 580                                | 652 580                                | 652 580                                | 652 580                                | 652 580                                | 652 580                                | 652 580                                | 652 580                                | 652 580                                | 652 580                                | 652 580                                | 652 580                                | 652 580                                | 652 580                                | 652 580                                | 652 580                                | 652 580                                | 652 580                                | 652 580                                | 652 580                                | 652 580                                | 652 580                                | 652 580                                | 652 580                                | 652 580                                | 652 580                                | 652 580                                | 652 580                                | 652 580                                | 652 580                                | 652 580                                | 652 580                                | 652 580                                | 652 580                                | 652 580                                | 652 580                                | 652 580                                | 652 580                                | 652 580                                | 652 580                                | 652 580                                | 652 580                                | 652 580                                | 652 580                                | 652 580                                | 652 580                                | 652 580                                | 652 580                                | 652 580                                | 652 580                                | 652 580                                | 652 580                                | 652 580                                | 652 580                                | 652 580                                | 652 580                                |                                        |                                        |                                        |                                        |                                        |                                        |                                        |                                        |                                        |                                        |                                        |                                        |                                        |                                        |                                        |
| 2024  | 676 340                                | 676 340                                | 676 340                                | 676 340                                | 676 340                                | 676 340                                | 676 340                                | 676 340                                | 676 340                                | 676 340                                | 676 340                                | 676 340                                | 676 340                                | 676 340                                | 676 340                                | 676 340                                | 676 340                                | 676 340                                | 676 340                                | 676 340                                | 676 340                                | 676 340                                | 676 340                                | 676 340                                | 676 340                                | 676 340                                | 676 340                                | 676 340                                | 676 340                                | 676 340                                | 676 340                                | 676 340                                | 676 340                                | 676 340                                | 676 340                                | 676 340                                | 676 340                                | 676 340                                | 676 340                                | 676 340                                | 676 340                                | 676 340                                | 676 340                                | 676 340                                | 676 340                                | 676 340                                | 676 340                                | 676 340                                | 676 340                                | 676 340                                | 676 340                                | 676 340                                | 676 340                                | 676 340                                | 676 340                                | 676 340                                | 676 340                                | 676 340                                |                                        |                                        |                                        |                                        |                                        |                                        |                                        |                                        |                                        |                                        |                                        |                                        |                                        |

Au 1er mars 2022, les quatre modèles les plus vendus depuis la création de la marque sont :
1. La Sandero : 2 518 976 exemplaires ;
2. La Dacia 1300 et dérivés : 2 278 691 exemplaires ;
3. Duster : 2 032 669[21] ;
4. Logan et Logan MCV : 1 944 080 exemplaires.

En 2021 et au premier semestre 2022, Dacia est la troisième marque en termes de volume vente de voitures neuves en Europe aux clients particuliers,.

### Ventes en Europe
Voici le diagramme des parts de marché de vente de voitures neuves en Europe de Renault Group (Renault et Dacia, sans Alpine), Renault, Dacia, de 1990 à 2022.

## Sport automobile

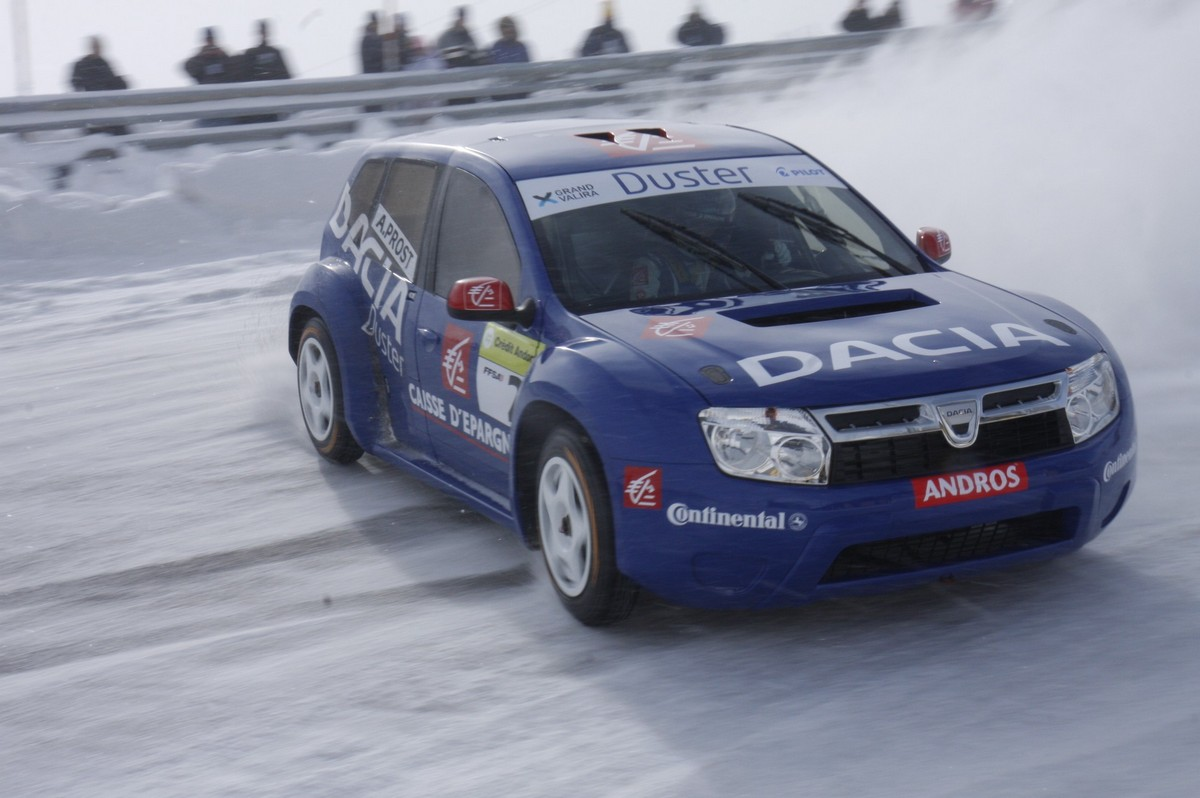
Alain Prost au volant d'une Dacia Duster lors de la séance de qualification de la deuxième manche du Trophee Andros 2010.

Le constructeur roumain devrait participer au Rallye Dakar en janvier 2025, avec le pilote français Sébastien Loeb et la pilote espagnole Cristina Gutiérrez, au volant du Dacia Sandrider (Prototype T1+Ultimate).

## Récompenses

### Voiture de l'annéeAutobest
Le trophée Voiture de l'année "Autobest" est décerné par les membres du jury Autobest, issus de nombreux pays européens qui désignent un gagnant du trophée, après notation de 13 critères dont la consommation en carburant, la polyvalence, l’habitabilité ou encore le design :
- 2005 – Dacia/Renault Logan[58] ;
- 2011 – Dacia/Renault Duster[59] ;
- 2022 – Dacia Spring[60].

### Autres récompenses
La marque Dacia et les véhicules Dacia (ou badgés Renault) ont aussi reçu des récompenses nationales : au Brésil(Duster SUV de l'année 2014), Argentine (Duster voiture de l'année 2012), Inde (Duster voiture de l'année 2013), etc.

## Presse
En France, un magazine indépendant créé en 2013 et intitulé Daciattitude est consacré entièrement à la marque Dacia.